# 関東鉄道
関東鉄道株式会社（かんとうてつどう、英: Kanto Railway Co., Ltd.）は、茨城県に2つの鉄道路線と多くのバス路線を有する鉄道・バス・不動産事業等を行う日本の交通系企業である。京成グループの企業で、京成電鉄茨城ホールディングスの完全子会社（従前は京成電鉄の連結子会社）である。略称は関鉄（かんてつ）。

## 概要

### 事業概要
茨城県に本社を置く交通事業者としては最大手である。主たる営業エリアは筑波研究学園都市、常総ニュータウン、竜ヶ崎ニュータウン、水郷筑波国定公園、鹿島臨海工業地帯などを抱える茨城県南部で、東京方面通勤輸送を柱とする常総線・竜ヶ崎線の2路線の鉄道事業を核として、高速路線バスを含む乗合バス事業を広く展開している。守谷市、龍ケ崎市、小美玉市などでは、同社と同社の子会社によって市内の公共交通事業をほぼ独占している。
鉄道事業は、かつて常総線・竜ヶ崎線に加え筑波線・鉾田線を保有しており、4路線を合わせると保有路線すべてが非電化の鉄道会社としては日本最長の営業距離 (123.1 km) を有していたが、1979年に筑波線と鉾田線を、それぞれ筑波鉄道（現・関鉄筑波商事）と鹿島鉄道に分社している（ともにのちに廃線）。
バス事業については、他社と同様に一部地域の分社化が行われ、地域子会社として関鉄メロンバス、関鉄観光バス、関鉄パープルバス、関鉄グリーンバスが運行を行っていたが、その後本体での運行に戻された。
その他、不動産業なども手がける。関東鉄道協会、茨城県バス協会（日本バス協会傘下）、茨城県宅地建物取引業協会、全国宅地建物取引業保証会、東日本不動産流通機構、茨城県つくばエクスプレス等整備利用促進協議会、つくばセンター地区活性化協議会に加入している。ただし、日本民営鉄道協会（民鉄協）には加盟していない。

### 資本関係
京成電鉄が経営を支配しており、2024年9月1日からは同社の完全子会社となっている。
2023年3月時点では株式保有率約60%の京成電鉄のほか、茨城交通が約1.5%と京成系以外の交通企業も出資していた。かつては東武鉄道も約4%を出資していたが、2022年度中に株式を売却し資本撤退している。京成グループ内の人的交流・業務支援は盛んであり、社長は代々京成役員から就任している。また、PASMO接続サーバの共有 や広報誌の乗り入れ も行われている。
かつて、東武鉄道も出資していた関係上、京成グループ統一ロゴマーク（K'SEIロゴ）も長らく使われていなかったが、観光バスについては京成グループの統一観光カラー（白地にオレンジと紺色の「Kanacカラー」と呼ばれる）を採用してきた。その後、高速バス車両でもKaNaCカラーから京成グループ統一カラーへの代替が進み、こちらにはK'SEIロゴが大きく表示されている。
2019年7月31日、京成電鉄による株式公開買付け (TOB) を実施。その結果、資本比率が従来の30.09%から56.46%となり、京成電鉄の持分法適用会社から連結子会社となった。
2024年4月26日、京成電鉄は関東鉄道を株式交換によって完全子会社化すると発表。株式交換は関東鉄道1株に対して京成電鉄0.133株という割当比率を予定し、6月25日に開催予定の定時株主総会において承認を得たうえで、2024年9月1日を効力発生日として実施した。
京成グループの茨城県下における事業再編により、2025年4月に京成電鉄茨城ホールディングス傘下に移行した。
関鉄の出資先には分社子会社のほか、つくばエクスプレスを運営する首都圏新都市鉄道があり、同社と接続する鉄道会社では唯一出資している。
また、新京成電鉄が京成電鉄の完全子会社になるまでは、同社の株を子会社の関鉄クリエイト保有分を合わせて約3%保有し、京成グループ内株式持ち合いとなっていた。

## 沿革

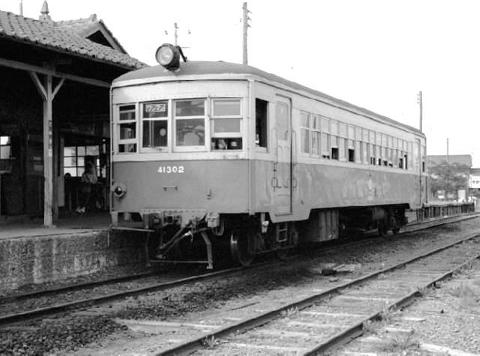
関鉄成立前後に竜ヶ崎線で使用されていた旧型の気動車（キハ41302）

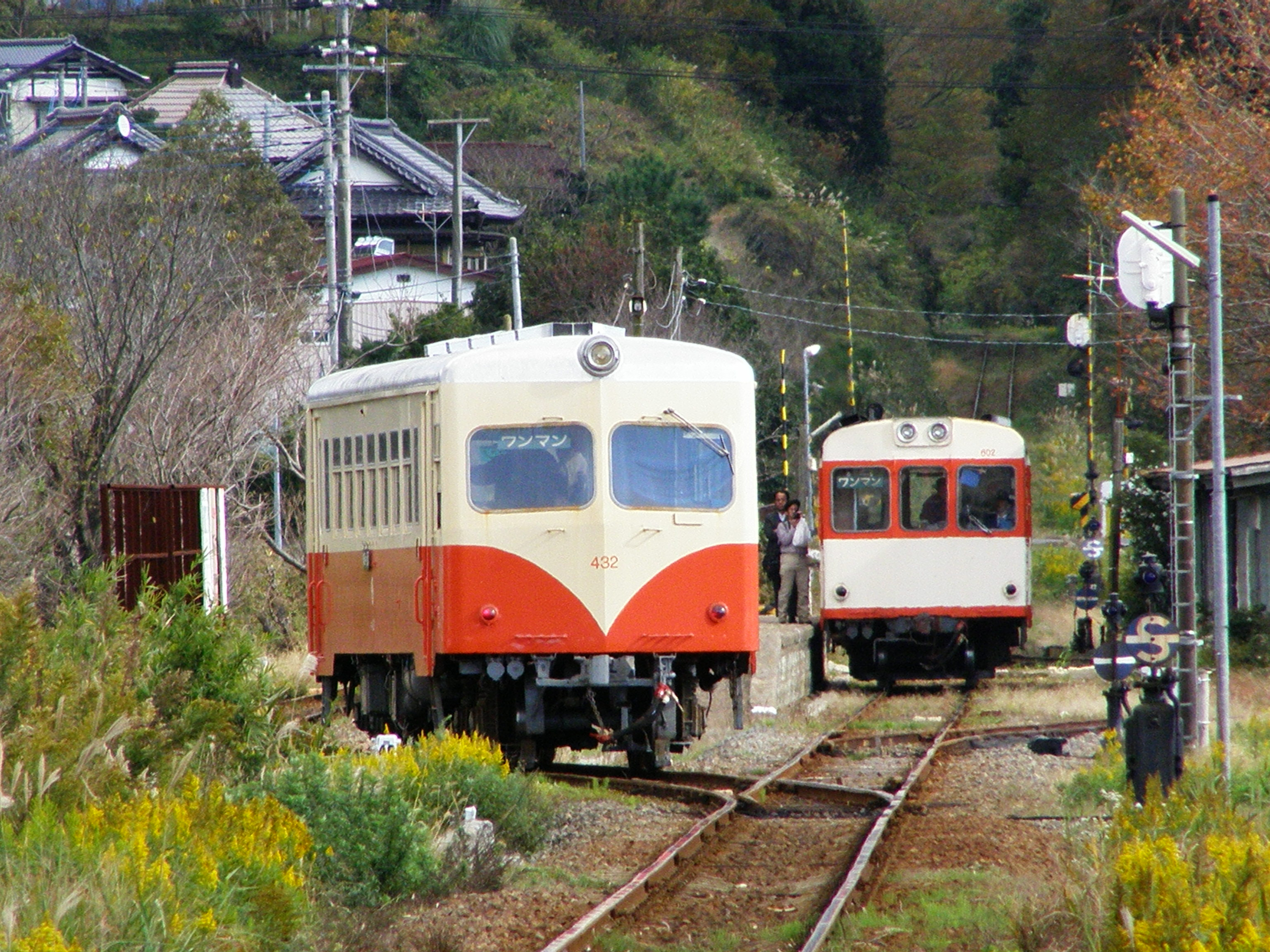
鉾田線であった鹿島鉄道線（玉造町駅）。関鉄から鹿島鉄道に分離後に廃止。

常総筑波鉄道と鹿島参宮鉄道が1965年に対等合併して発足した。法的には鹿島参宮鉄道が存続会社で、関鉄は鹿島参宮鉄道が設立された「1922年9月3日」を「創立年月日」としている。ただし、吸収元の会社を含めると1898年設立の竜崎馬車鉄道（後の竜崎鉄道）が最古となり、2020年時点で120年を超える歴史がある。
常総筑波鉄道は第二次世界大戦中に常総鉄道（常総線）と筑波鉄道（旧）（筑波線）が合併して成立したもので、国鉄常磐線以北にバス路線網を持っていた。一方、鹿島参宮鉄道（鉾田線）は竜崎鉄道（竜ヶ崎線）を戦時中に吸収合併し、逆に国鉄常磐線以南から鹿行地区に至るバス路線網を保有していた。
常総筑波鉄道は、1959年に赤字体質の経営を改善するために京成電鉄と東武鉄道の資本と取締役を受け入れ、1961年には京成が筆頭株主になっている。鹿島参宮鉄道も、労使紛争が起きていた最中の1950年代、霞ヶ浦の観光開発を主目的に京成が資本参加し、1961年に筆頭株主になっている。両者とも京成系列になったことから、バス事業での競合関係を解消し、合理化の推進ならびに資本力を増強するために合併した。

### 常総筑波鉄道
- 1913年（大正2年）11月1日：常総鉄道 取手 - 下館間が開業[14]
- 1914年（大正3年）4月11日：筑波鉄道（旧）設立[14]
- 1918年（大正7年）
  - 4月17日：筑波鉄道 土浦 - 筑波間が開業[14]
  - 6月7日：筑波鉄道 筑波 - 真壁間が開業
  - 9月7日：筑波鉄道 真壁 - 岩瀬間が開業し全通[14]
- 1927年（昭和2年）7月1日：鬼怒川砂利合資会社から専用線を買収し三所線（後の鬼怒川線）として営業開始[14]
- 1945年（昭和20年）3月20日：常総鉄道と筑波鉄道が合併して常総筑波鉄道となる[14]
- 1949年
  - 愛宕交通（帝産オートを経て茨城オート）に一部バス路線を譲渡。
  - 取手バス（後の大利根交通自動車）に取手市などの一部バス路線を譲渡。
- 1957年（昭和32年）8月1日：鬼怒川線 常総関本 - 三所間廃止、旅客輸送廃止
- 1964年（昭和39年）1月16日：鬼怒川線 大田郷 - 常総関本間廃止

### 鹿島参宮鉄道
- 1898年（明治31年）4月：竜崎馬車鉄道設立
- 1900年（明治33年）8月14日：竜崎鉄道 竜崎（現・竜ヶ崎） - 佐貫間が開業[14]
- 1922年（大正11年）9月3日：鹿島参宮鉄道設立[14]
- 1924年（大正13年）6月8日：鹿島参宮鉄道 石岡 - 常陸小川間が開業[14]
- 1929年（昭和4年）5月16日：鹿島参宮鉄道 玉造町 - 鉾田間が開業し全通[14]
- 1944年（昭和19年）5月13日：鹿島参宮鉄道が竜崎鉄道を吸収合併[15]

### 関東鉄道成立後
- 1965年（昭和40年）6月1日：常総筑波鉄道と鹿島参宮鉄道が合併し関東鉄道となる。本社を土浦市に置く[13]。
- 1967年（昭和42年）12月20日：土浦 - 潮来間急行バス運行開始
- 1968年（昭和43年）：牛久町・藤代町・谷田部町で展開していた三ツ矢観光自動車の路線バス事業を譲受
  - 8月16日：ワンマンバス、土浦駅 - 園芸試験場・土浦駅 - 中貫・土浦駅 - 天川団地・土浦市役所循環線の4路線で運行開始
- 1970年（昭和45年）：阿見町で住宅団地「関鉄霞ヶ浦阿見台」分譲開始
- 1977年（昭和52年）11月30日：銚子 - 水戸間急行バス廃止
- 1979年（昭和54年）4月1日：赤字路線の鉾田線・筑波線をそれぞれ鹿島鉄道・筑波鉄道（現：関鉄筑波商事）に分社化[16]
- 1984年（昭和59年）11月15日：常総線取手 - 水海道間17.2 kmの複線化完成[16]。
- 1985年（昭和60年）
  - 3月17日：つくば科学万国博覧会の輸送開始（同年9月16日まで184日間）
  - 8月26日：パークシティ守谷 - 北柏駅間の路線バスを東武鉄道と共同運行開始
- 1987年（昭和62年）4月1日：筑波研究学園都市と東京駅を結ぶ高速バス「つくば号」を東日本旅客鉄道（JR東日本）と共同で運行開始、高速バスに参入。
- 1989年（平成元年）2月16日：乗合車にデジタル式運賃表示器導入開始
- 1990年（平成2年）2月1日：井野団地・江戸川学園両線で深夜バス運行開始
- 1992年（平成4年）6月2日：常総線取手駅で列車脱線衝突事故発生[16]。乗客1名死亡、250名以上重軽傷[16]。これを機に新造車両導入方針に転換。
- 1994年（平成6年）：建設業免許取得
- 1999年（平成11年）9月16日：グループの貸切バス事業を関鉄観光バスに統合
- 2001年（平成13年）
  - 茨城観光自動車の一部路線を継承
  - 6月1日：鉾田地区の乗合バス事業を関鉄メロンバスに分離、下妻地区の乗合バス事業を関鉄パープルバスに分離。
  - 9月30日：潮来地区の乗合バス事業の一部を関鉄メロンバスに分離
- 2002年（平成14年）7月1日：石岡・柿岡地区の乗合バス事業の一部を関鉄グリーンバスに分離
- 2005年（平成17年）8月24日：つくばエクスプレスの開業と同時に常総線で快速列車運行開始
- 2009年（平成21年）3月14日：鉄道線にPASMOを導入[16]。全線全駅にIC乗車券対応自動改札機・簡易改札機を設置[16]。
- 2011年（平成23年）3月11日：東日本大震災発生により、1週間程度運休・本数削減。また、不通となったJR線の並行バスを運行。
- 2013年（平成25年）3月31日：バスへのPASMO導入順次開始。導入第1号は「かしま号」。2017年までに全線導入完了（予約制高速バス、一部のコミュニティバスを除く）。
- 2015年（平成27年）
  - 6月：一般路線バス経路検索サイト「関東鉄道バス経路・時刻・運賃案内」開始。
  - 9月10日：関東・東北豪雨による鬼怒川の堤防決壊のため、常総線の線路や車両基地などが浸水する被害を受ける。全線復旧まで1か月を要した。
- 2018年（平成30年）4月28日：バスIC1日乗車券を関鉄グループ4社共通で開始[17]。発売額700円。適用区間は一般路線バス全線だがコミュニティバスや筑波山シャトルバスなど一部路線は除外されている。
- 2019年（令和元年）
  - 7月31日：筆頭株主の京成電鉄がバス事業を中心とした連携強化や茨城県内での収益拡大を目的として、関東鉄道の株式公開買付け (TOB) を実施することを発表[18]。
  - 10月8日：関東鉄道のTOBが10月1日に終了。京成電鉄の株式保有率が30.07%から56.46%となり、同社の持分法適用関連会社から連結子会社に変更[10]。
- 2022年（令和4年）9月3日：創立100周年を迎える[19]。
- 2023年（令和5年）3月23日：シェアサイクル「関鉄Pedal」を土浦駅西口など土浦市内8か所、筑波山口バス停で営業開始。9月1日には水海道駅、三妻駅でも開始。
- 2024年（令和6年）
  - 6月10日：グループ内路線バス全線に「バスロケーションサービス」導入[20]。
  - 7月16日：本社を土浦市真鍋1丁目10-8から土浦市卸町1丁目1-1（関鉄つくばビル内）に移転[21]。関鉄グリーンバス、関鉄パープルバスを吸収合併[22]。
  - 9月1日：株式交換により、京成電鉄の完全子会社となる[6]。
- 2025年（令和7年）
  - 3月1日 京成グループのタクシー事業再編に伴い、京成タクシーホールディングス（現：京成電鉄タクシーホールディングス）傘下で取手市・守谷市を営業基盤とする京成タクシー北相が、関鉄グループの関鉄水戸タクシー・関鉄ハイヤー・関鉄タクシーの3社と合併等を行い、京成電鉄茨城ホールディングス傘下の京成タクシー茨城として営業開始[23]。
  - 4月1日：京成グループの茨城県下における事業再編により、京成電鉄茨城ホールディングス傘下に移行[11]。

## 鉄道事業

路線図

茨城県南部に常総線・竜ヶ崎線の2路線、計55.6 km 28駅を有し、すべて非電化となっている。沿線にベッドタウンを抱え、1980年代以降東京方面への通勤旅客輸送が柱となっており、常総線の取手駅 - 水海道駅間は日本で数少ない非電化複線で、短い駅間距離と電車区間並みの高頻度運転という特徴を持つ。一方、1950年代にあった常総線特急・急行列車廃止以降、2005年の常総線線路改良（快速列車運転開始）まで線内長距離輸送に対する施策は後回しにされており、2013年時点でも快速列車の運行本数は1日下り7本・上り6本と少なく、普通列車も常総線全線51.1kmを80分かけて走るほど低速である。
常総線には自動進路制御装置(PRC)、竜ヶ崎線には自動列車停止装置(ATS)をそれぞれ配備。年間輸送人員は1,148万6,000人、乗車効率は14.2%、営業収益は約24億円 である。
営業収益に占める割合こそバス事業より小さいが、定期運賃収入が見込める安定した主力事業で、同社の筆頭部門となっている。執行部の直下に鉄道事業を分掌する「鉄道部」が組織されており、その現業拠点は常総線の南水海道（水海道車両基地）に構える。常総線の運転指令ならびに乗務・車両・検修・施設系の各部門は南水海道に所在する。駅務は広い駅務管区制を採っており、管理駅は全28駅中3駅のみである。

### 路線

#### 現有路線
- 常総線（取手駅 - 下館駅間、51.1 km 25駅）
- 竜ヶ崎線（佐貫駅 - 竜ヶ崎駅間、4.5 km 3駅）

#### 過去の路線
- 鉾田線（石岡駅 - 鉾田駅間、26.9 km。1979年に鹿島鉄道として分社化。2007年に廃止）
- 筑波線（土浦駅 - 岩瀬駅間、40.1 km。1979年に筑波鉄道として分社化。1987年に廃止）
- 鬼怒川線（大田郷駅 - 三所駅間、6.0 km。1964年に全線廃止）

### 車両

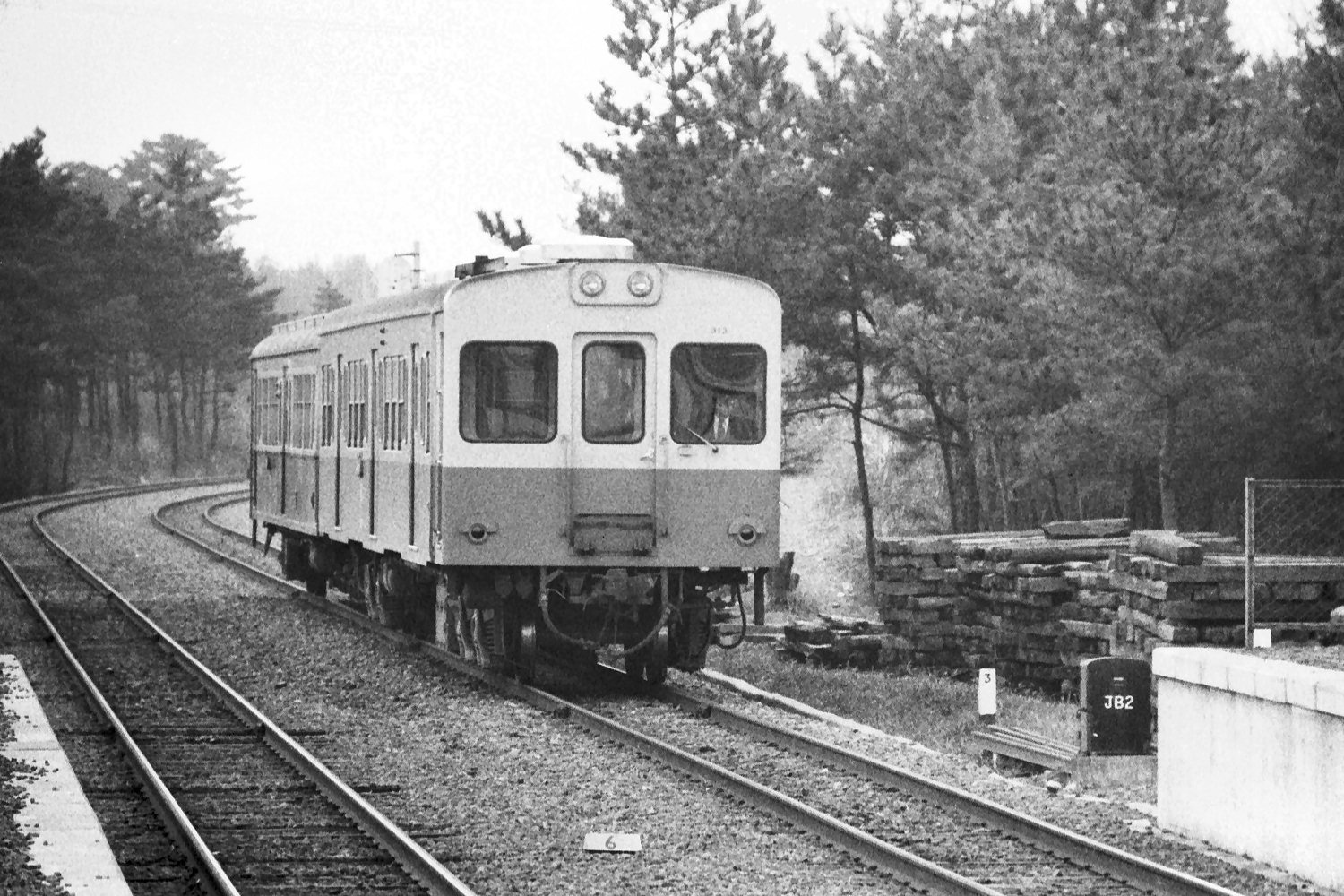
非電化で複線区間がある常総線（1978年撮影）

全路線が非電化のため、保有する旅客用車両はすべて気動車である。旅客用の気動車61両及びディーゼル機関車1両の計62両を保有する。
かつては自社発注車両のほか、1960年代から1970年代にかけて全国各地の私鉄からの譲渡車両が投入されていた。出自は夕張鉄道、北陸鉄道、加越能鉄道、小田急電鉄、江若鉄道などと多彩を極め、ファンの間では「気動車天国」とも称されていた。しかし形式により車体長や扉数が異なるなど旅客取り扱い上問題を抱えていたほか、老朽化や機器の不統一によって車両の保守上も非効率な面が大きかったため、1987年から国鉄清算事業団・JR各社からキハ35系を購入、キハ300形として大量増備し一掃を図った。1993年以降はキハ300形の置き換えとして自社発注車両が再度増備されている。
通勤路線でもあるため、旅客用全車両が通勤型車両で、片側3ドアロングシートの座席構造である。旅客車両はすべてワンマン運転対応である。

#### 常総線
運賃収受方式の違いから複線用（取手 - 水海道間）と単線用（水海道 - 下館間）の2種類に大別でき、後者は単線区間における車内運賃収受のため整理券発行機・運賃箱を備える。
- キハ0形（複線用）
- キハ310形（複線用）（2023年7月16日引退）
- キハ2100形（複線用）
- キハ2200形（単線用）
- キハ2300形（複線用）
- キハ2400形（単線用）
- キハ5000形（単線用）
- キハ5010形（単線用）
- キハ5020形（単線用）
- DD502形

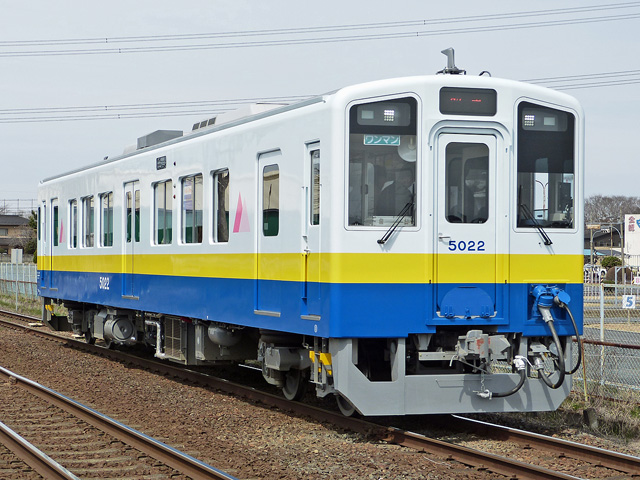
キハ5020形
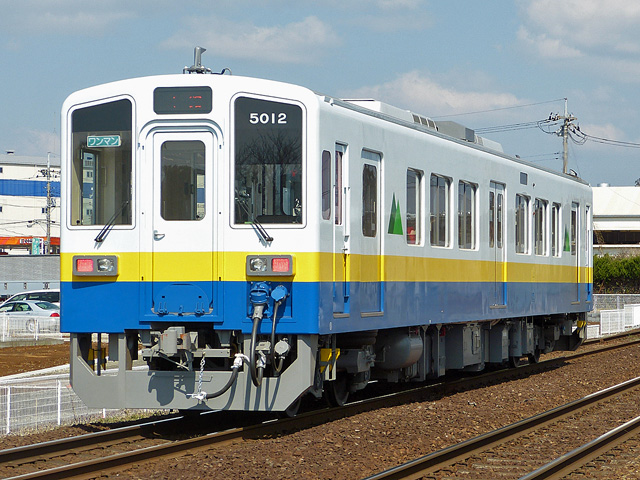
キハ5010形
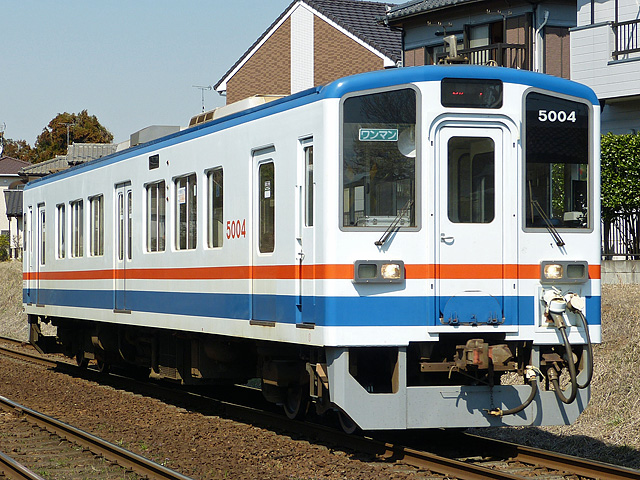
キハ5000形
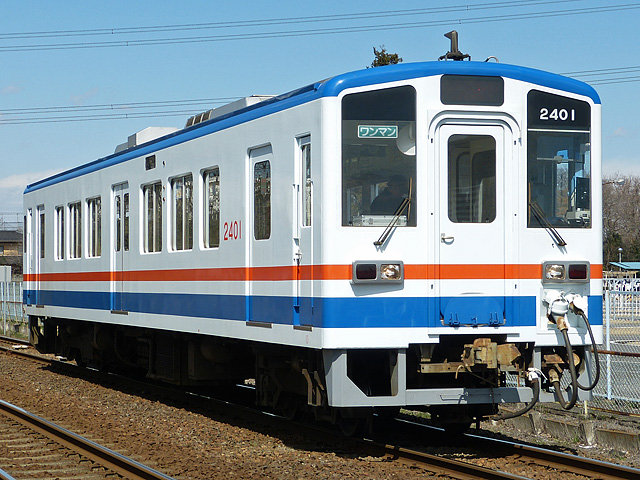
キハ2400形
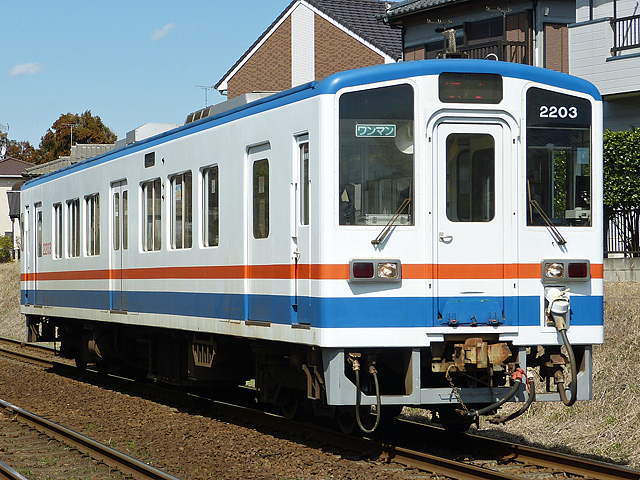
キハ2200形
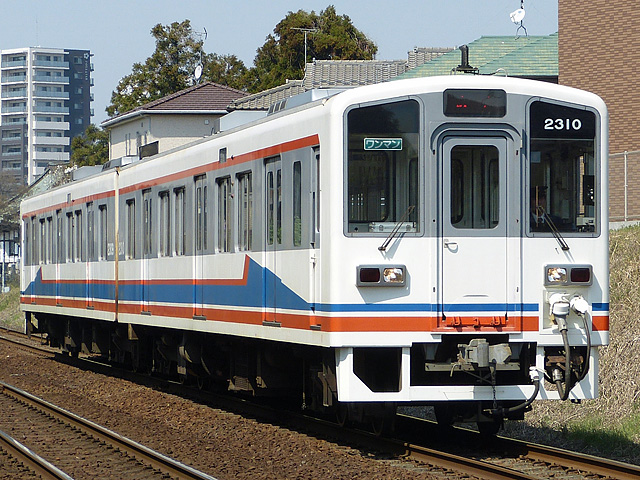
キハ2300形
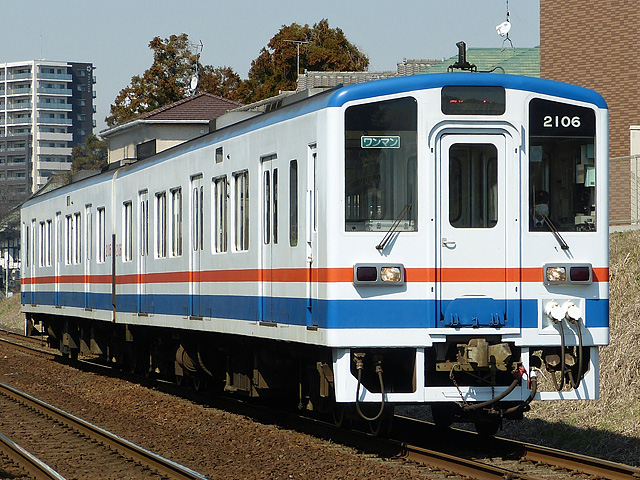
キハ2100形新塗装車
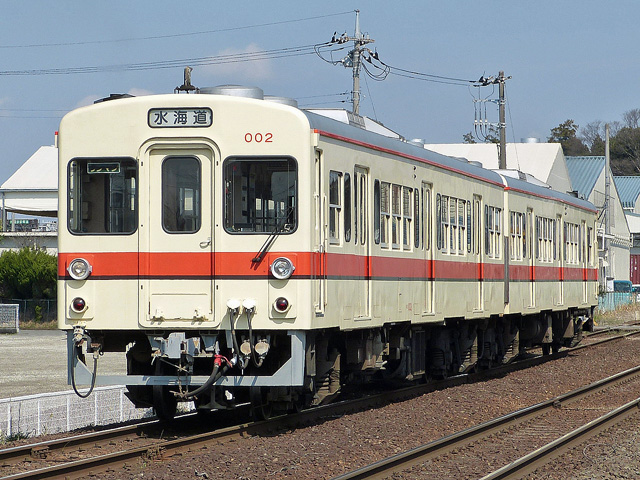
キハ0形
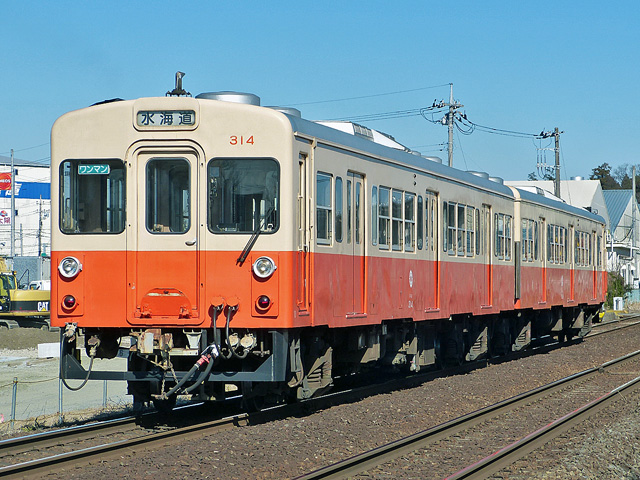
キハ310形（2023年7月16日引退）
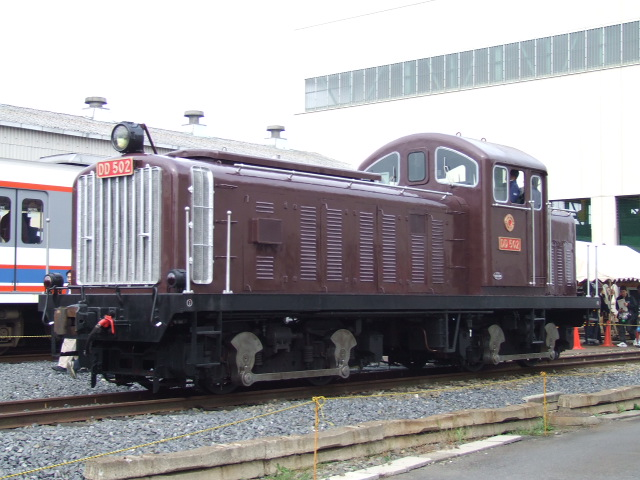
DD502

#### 竜ヶ崎線
1971年からワンマン運転を行なっているが、途中駅1駅という特殊な条件下にあるため、整理券発行機や運賃箱、自動運賃表などは一切備えない。すべての駅のプラットホームが竜ヶ崎方に向かって右側に設置されているので、運転席は竜ヶ崎に向かって右側に統一されている。

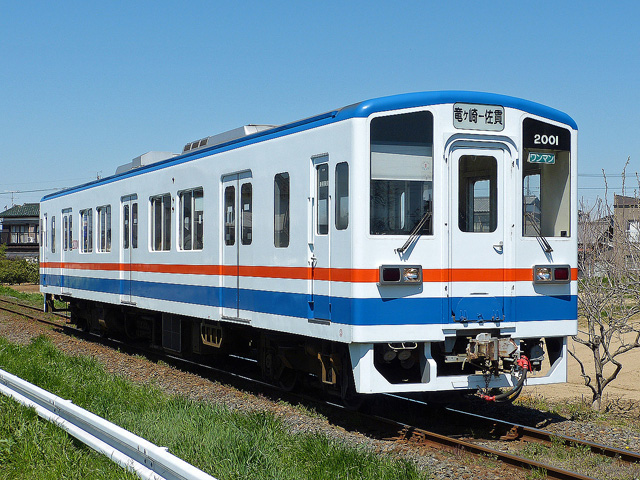
キハ532形
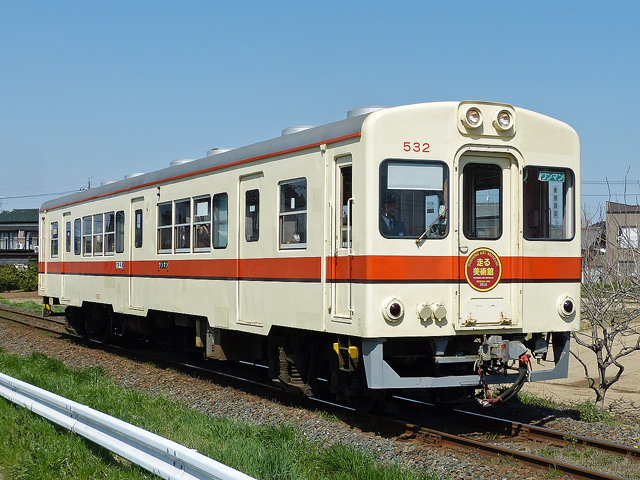
キハ2000形

- キハ2000形
- キハ532形

### 運賃
大人普通旅客運賃（小児半額・ICカードの場合は1円未満切り捨て、切符購入の場合は10円未満切り上げ）。2024年10月1日改定。
1 km未満の端数は切り上げ。43・47・51 kmについては、国土交通省に申請した運賃においては設定があるが、該当区間は実際には存在しない。
| キロ程  | 運賃（円） | 運賃（円） |
| キロ程  | ICカード   | 切符購入   |
| ------- | ---------- | ---------- |
| 1 - 2   | 162        | 170        |
| 3       | 171        | 180        |
| 4       | 192        | 200        |
| 5       | 243        | 250        |
| 6       | 284        | 290        |
| 7       | 335        | 340        |
| 8       | 387        | 390        |
| 9       | 416        | 420        |
| 10      | 437        | 440        |
| 11      | 458        | 460        |
| 12      | 499        | 500        |
| 13      | 550        | 550        |
| 14      | 561        | 570        |
| 15 - 16 | 632        | 640        |
| 17 - 18 | 693        | 700        |
| 19 - 20 | 754        | 760        |
| 21 - 22 | 836        | 840        |
| 23 - 24 | 896        | 900        |
| 25 - 26 | 968        | 970        |

| キロ程  | 運賃（円） | 運賃（円） |
| キロ程  | ICカード   | 切符購入   |
| ------- | ---------- | ---------- |
| 27 - 28 | 1008       | 1010       |
| 29 - 30 | 1049       | 1050       |
| 31 - 32 | 1090       | 1090       |
| 33 - 34 | 1130       | 1140       |
| 35 - 36 | 1192       | 1200       |
| 37 - 38 | 1233       | 1240       |
| 39 - 40 | 1273       | 1280       |
| 41      | 1283       | 1290       |
| 42      | 1304       | 1310       |
| 43      | 1334       | 1340       |
| 44      | 1355       | 1360       |
| 45      | 1375       | 1380       |
| 46      | 1395       | 1400       |
| 47      | 1416       | 1420       |
| 48      | 1446       | 1450       |
| 49      | 1467       | 1470       |
| 50      | 1487       | 1490       |
| 51      | 1518       | 1520       |
| 52      | 1538       | 1540       |

### 企画乗車券
- ミニ回数券
- ときわ路パス
  - 期間限定のフリーきっぷ。茨城県内の多くの鉄道がフリーエリア。JR東日本水戸支社発行。関鉄では発売しないが、取手駅などの接続駅ではJR東日本の出札口で購入可能。

#### 常総線用
- TX&常総ライン往復きっぷ
  - 常総線下館・下妻・石下 - つくばエクスプレス北千住・秋葉原に設定、守谷のみ途中下車可能。
  - つくばエクスプレス発売分では新御徒町発の設定があるが、常総線発売分には無い。
- すこやかパス
  - 70歳以上が利用できる常総線全線が乗り降り自由な定期乗車券
- 常総線一日フリーきっぷ
  - 土休日、年末年始、茨城県民の日のみ利用可能。
  - 大人2000円、小児1000円[26]。
- 常総線往復割引きっぷ
  - 通常では往復運賃が必要であるところを、この切符を購入するとほぼ半額で往復分利用できる。通年販売。19km以上で発売。
- 常総線・真岡鐵道線共通一日自由きっぷ

#### 竜ヶ崎線用
- 竜鉄コロッケ☆フリーきっぷ
  - コロッケ割引券付きで竜ヶ崎線が平日・土休日とも1日利用可能。

## バス事業

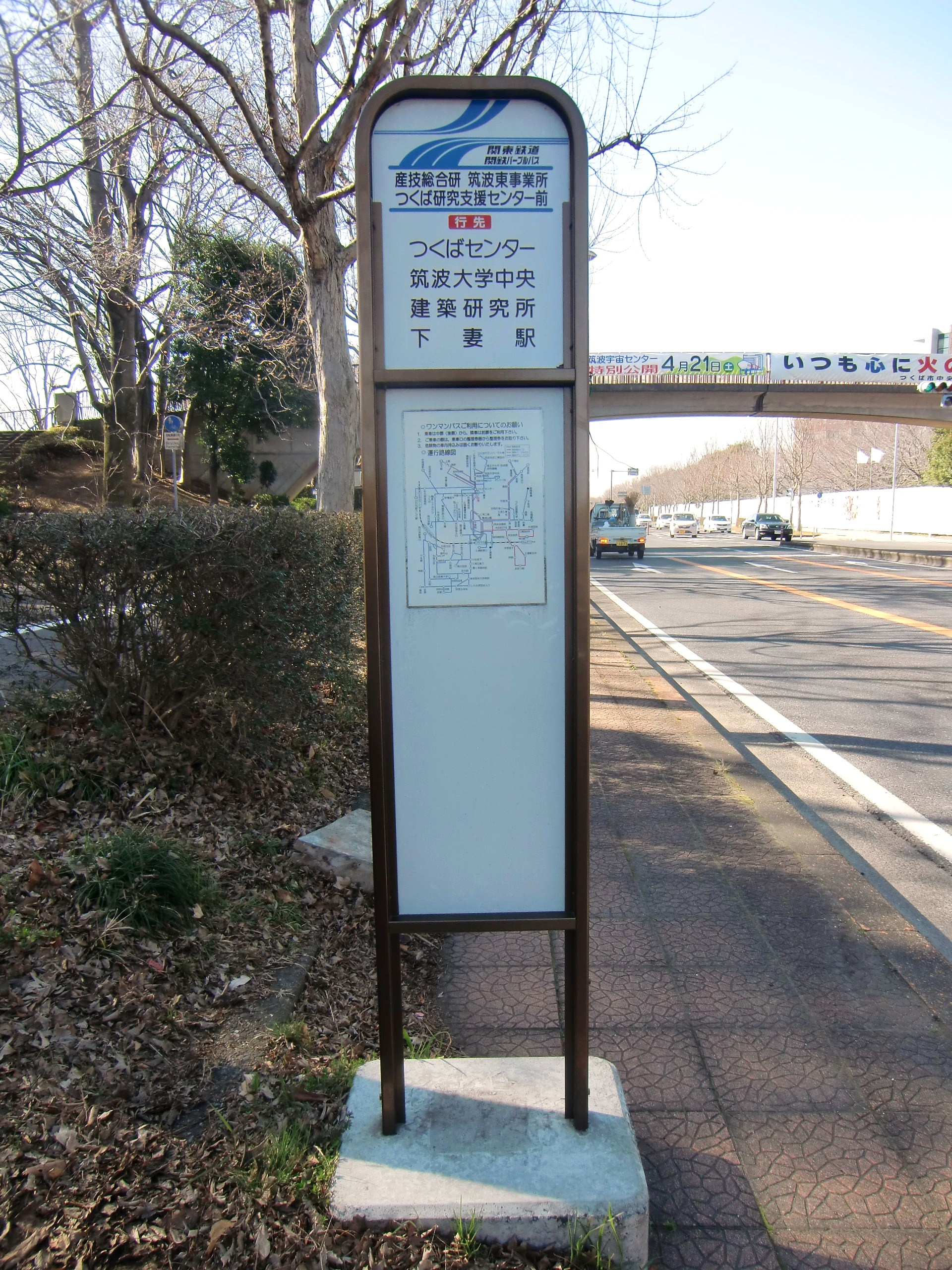
一般路線バス停留所標識
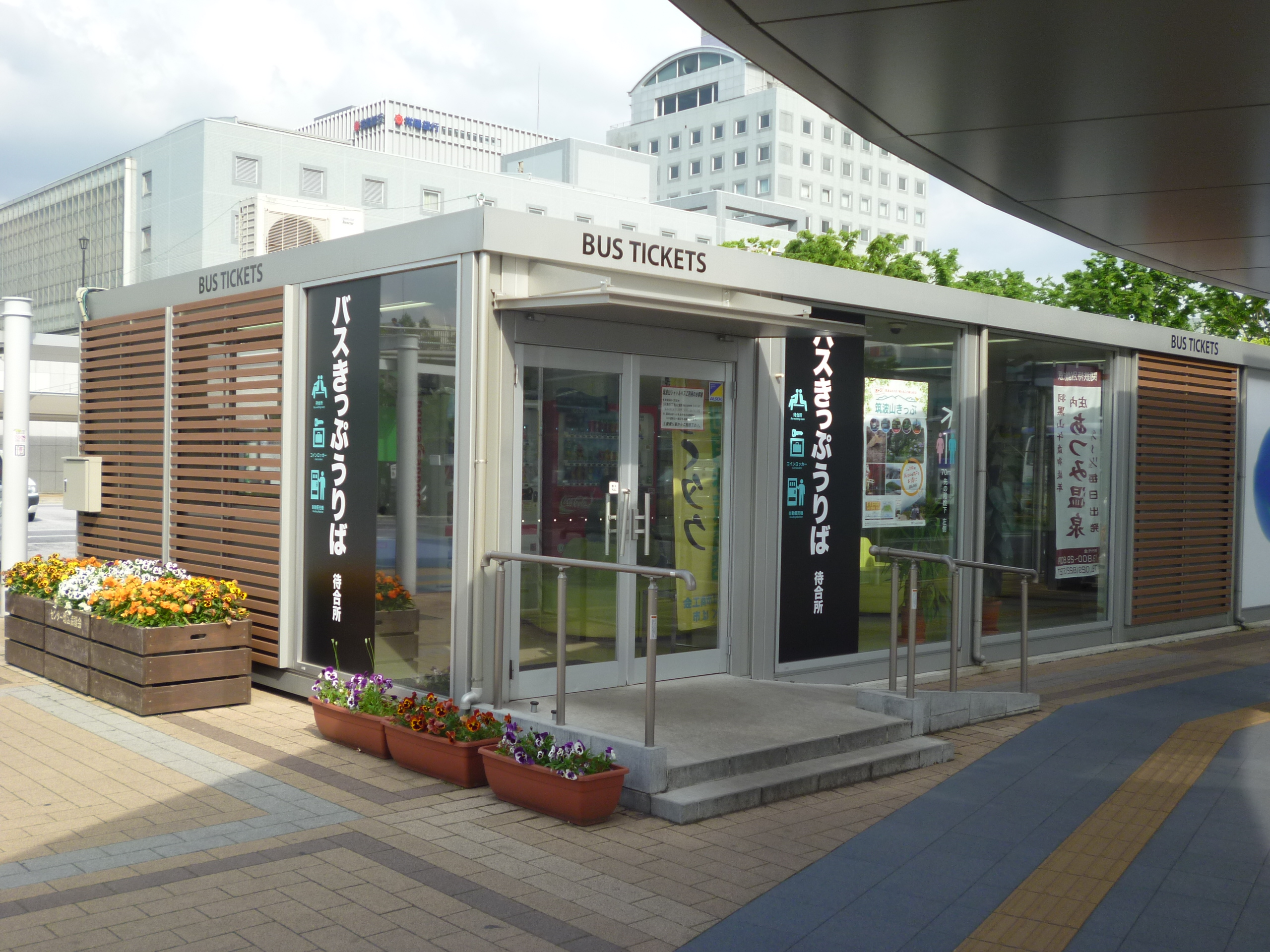
仮設営業当時の学園サービスセンター

営業収益の約70%を占める バス事業は、茨城県南・鹿行地域を中心に乗合・特定・貸切事業を展開。茨城県水戸以南各地と東京都心などを結ぶ高速バス並びに土浦市・つくば市・取手市・龍ケ崎市・牛久市・守谷市・水戸市などを中心とした一般路線バスを運行している。特に東京・鹿島神宮間の高速バス「かしま号」は、高い利便性で並行鉄道を凌駕するほどの存在であり、また、東京駅高速バスターミナルにおいて非JR系会社で最多級の発着便数があり、東京地区での存在感も強めている。営業所10か所、乗合路線2,788.8 km、乗合車両410両、貸切車両34両を保有し、乗合の運行系統整理番号は4桁に達する。
かつては茨城県水戸以南地域に広大なバス路線網を有していたが、主力地域以外は子会社に分離するか撤退している。主な分離地域は筑西市・桜川市（以上子会社が再進出）・石岡市八郷地区・鉾田市・かすみがうら市など、主な撤退地域は結城市・坂東市猿島地区・笠間市友部、岩間地区・稲敷市桜川地区・北相馬郡利根町・東茨城郡大洗町・結城郡八千代町・稲敷郡河内町などである。貸切事業についてその主力は子会社の関鉄観光バス（67両）に譲っている。
一般路線バスの主たる営業エリアには、筑波山、霞ヶ浦、水郷潮来、偕楽園、ミュージアムパーク茨城県自然博物館などの観光地や、イオンモールつくば、あみプレミアム・アウトレットなどの大規模商業施設、筑波研究学園都市の各研究所、常総ニュータウン、竜ヶ崎ニュータウンを始めとする東京通勤のベッドタウンなどを抱えており、観光から用務・通勤・通学まで幅広い需要の受け皿となっている点が特徴的である。
また、水戸の梅まつり・夜梅祭（茨城交通と共同運行）、常陸國總社宮大祭（石岡のおまつり）、土浦全国花火競技大会、百里基地航空祭、鹿島アントラーズ主催試合、かすみがうらマラソン、つくばマラソンなど営業エリア内で開催される巨大催事においてもグループ全体において高い保有車両数を生かし観客輸送を担っている。
コミュニティバスの運行も多数受託しており、つくば市のつくバス、牛久市のかっぱ号、土浦市のキララちゃんとつちまるバス、取手市のことバス（一部を担当）、守谷市のモコバス、常総市のJOY BUSなどを担当しており、一般路線・コミュニティバスを重複して運行している地域も多い。
主たる営業エリア内のターミナルにはつくばセンター（つくば駅）、土浦駅、取手駅、守谷駅、龍ケ崎市駅（佐貫駅）、水戸駅、水郷潮来バスターミナルがあり、これらには乗合バス券売所も設置されていて、一般路線普通券以外の乗車券（定期券や高速バスなど）を取り扱う。鹿島セントラルホテル停留所並びに鉄道の佐貫駅にはバス自動券売機も設置されている。

### 高速バス等

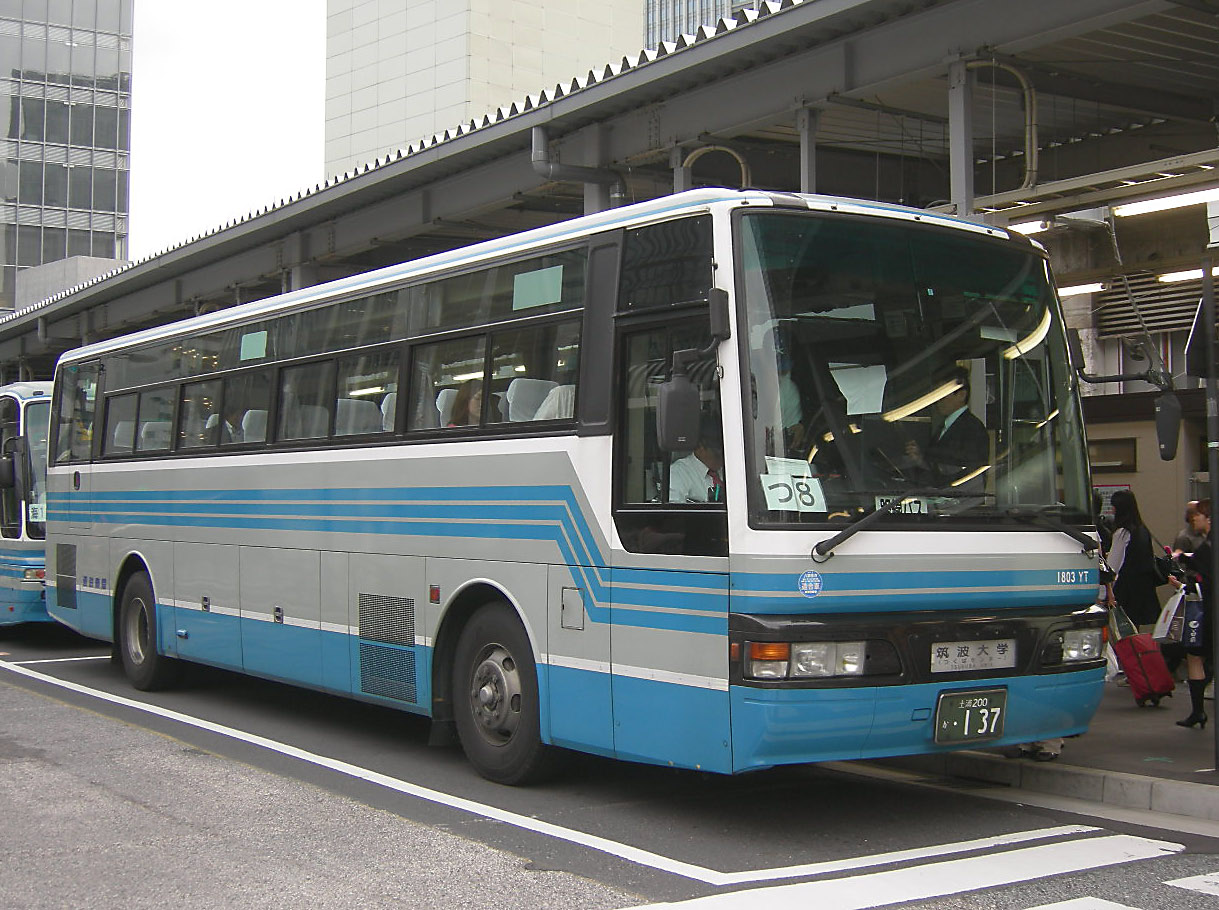
つくば号
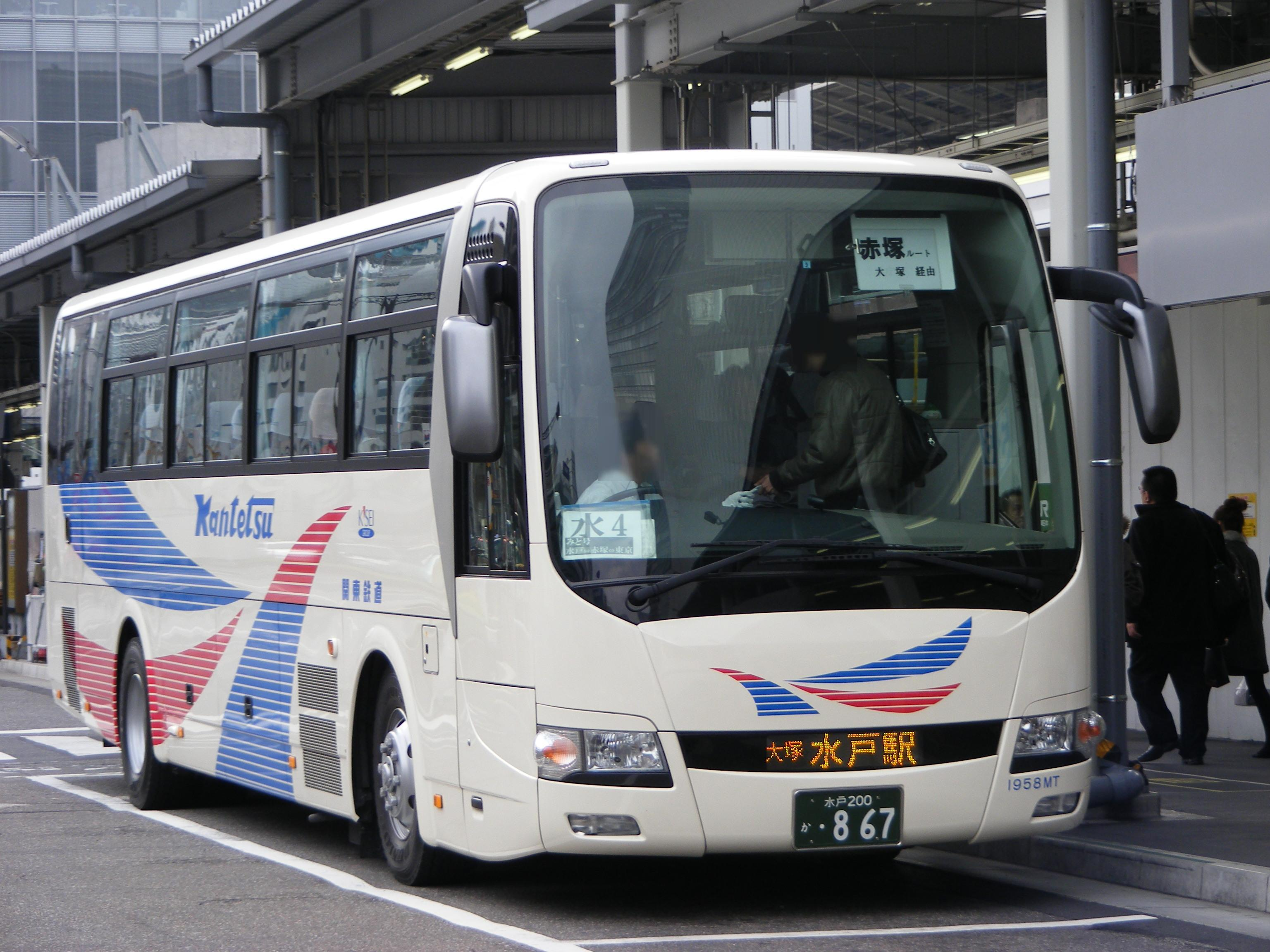
みと号（赤塚ルート）
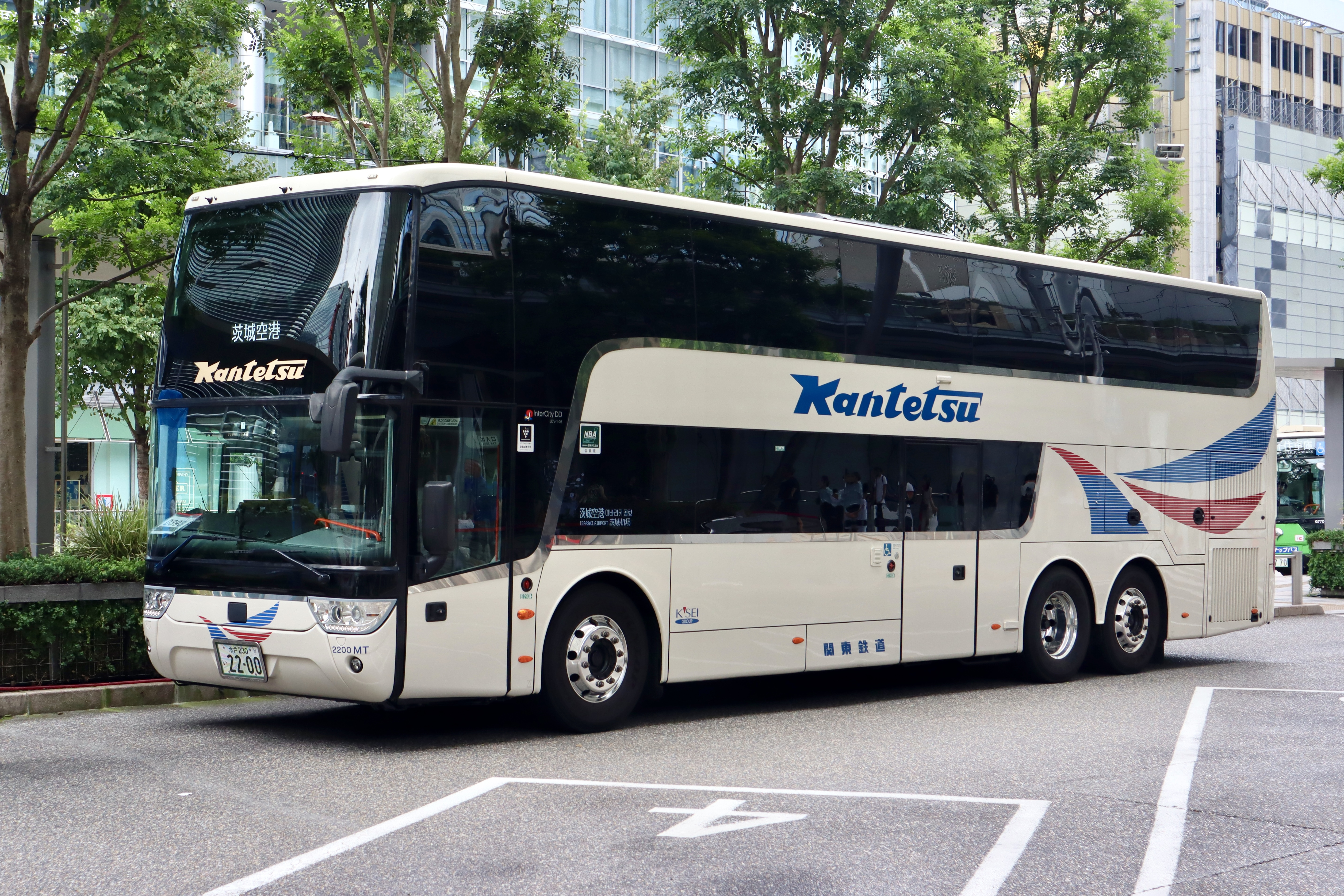
東京駅-茨城空港線で使用されるダブルデッカー車
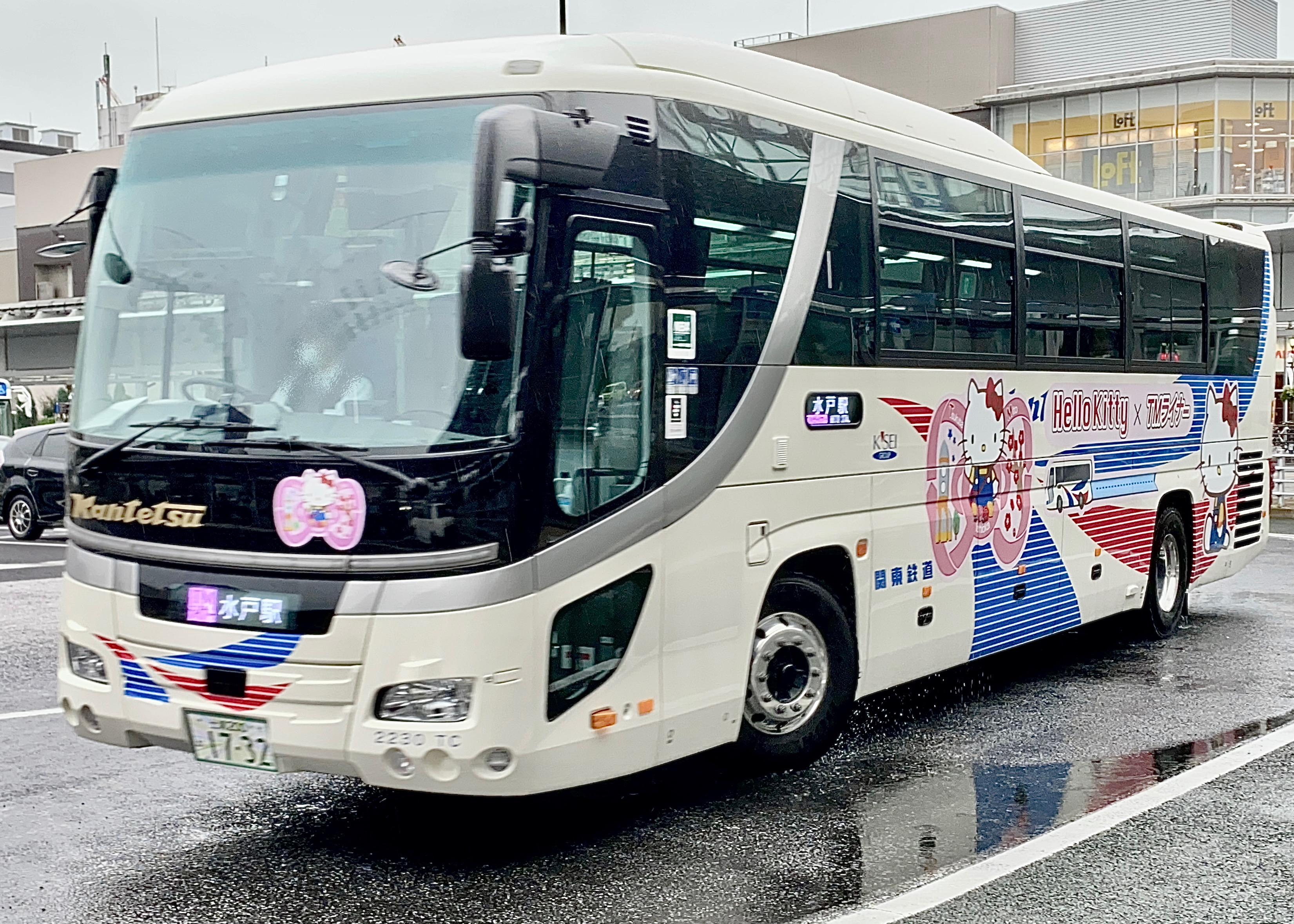
TMライナー（ハローキティコラボ車）

#### 長距離夜行バス
- よかっぺ号（水戸駅・土浦駅・つくばセンター⇔京都・大阪・USJ、近鉄バスと共同。関東鉄道唯一の夜行高速バス）

#### 東京方面
- つくば号（東京駅⇔つくばセンター・筑波大学、JRバス関東と共同）
- かしま号（東京駅⇔鹿島セントラルホテル・鹿島神宮駅・メルカリスタジアム、JRバス関東・京成バスと共同）
- カシマサッカー号（東京駅⇔（直行）メルカリスタジアム、JRバス関東・京成バスと共同）※鹿島アントラーズ主催試合開催日のみ運行
- はさき号（東京駅⇔神栖市役所・波崎、2010年7月16日より関鉄観光バスに替わり関東鉄道が運行、2023年3月31日をもってJRバス関東が撤退）
- みと号（東京駅⇔水戸駅、JRバス関東・茨城交通と共同）
- 境 - 東京線（東京駅⇔境町高速バスターミナル、JRバス関東と共同）
- あそう号（東京駅⇔鉾田駅）
- 谷田部車庫・研究学園駅⇔バスタ新宿線（2024年10月1日開業。12月からは常南交通との共同運行）[30]

#### 東京ディズニーリゾート方面
- 鹿島神宮駅・鹿島セントラルホテル・水郷潮来⇔海浜幕張駅・東京ディズニーリゾート・東京テレポート駅
- 土浦駅東口・つくばセンター⇔東京ディズニーリゾート・東京テレポート駅・国際展示場駅（土浦駅〜つくばセンター間、東京ディズニーリゾート〜国際展示場駅は運休中）
- 水戸駅南口・赤塚駅北口・石岡バスストップ・つくばセンター⇔東京ディズニーリゾート

#### 茨城県内
- TMライナー（水戸駅⇔つくばセンター・筑波大学・土浦駅）

#### 空港バス
- つくばセンター - 羽田空港（2022年2月28日をもって京浜急行バスが撤退）
- 鹿島神宮駅・鹿島セントラルホテル・水郷潮来⇔羽田空港
- エアポートライナーNATT'S（土浦駅東口・つくばセンター・ひたち野うしく駅⇔成田空港、京成バス千葉イーストと共同）
- ローズライナー (成田空港線)（2024年10月1日新規参入。勝田営業所・水戸駅南口⇔成田空港、京成バス千葉イースト・茨城交通と共同）
- 東京駅⇔茨城空港（一部便は関鉄グリーンバスに運行委託）
- つくばセンター⇔茨城空港（運休中）
- 水戸駅南口⇔茨城空港（茨城交通と共同）

### 一般路線バス
各路線の詳細は営業所記事を参照

### コミュニティバス等
- キララちゃん（土浦市）
- つちまるバス（土浦市）
- つくバス（つくば市）
- かっぱ号（牛久市）
- 龍・ゆうバス（龍ケ崎市）※一部
- ことバス（取手市）※一部
- モコバス（守谷市）
- みらい号（つくばみらい市）
- 坂東号（坂東市）
- 鹿行広域バス 神宮・あやめ・白帆ライン（鹿嶋市・潮来市・行方市）※一部[31]
- 神栖市コミュニティバス（神栖市）
- JOY BUS（常総市）
- おみたん号（小美玉市）
- ヤマザクラGO（桜川市）
- シモンちゃんバス（下妻市）

### 営業所
バスの営業所は以下の通りである。つくば北営業所、つくば中央営業所、守谷営業所、下妻車庫（旧関鉄パープルバス）の車両はつくばナンバー（ただし2007年2月13日以降に当所に配置された車両に限り、それ以前は土浦ナンバー）、水戸営業所、潮来営業所、波崎車庫、鉾田車庫（旧関鉄グリーンバス鉾田営業所）の車両は水戸ナンバー、関鉄観光バス佐原営業センターの車両は千葉ナンバーで、他は土浦ナンバーとなっている。なお、1978年4月16日以前に茨城県内で登録された車両は全て茨ナンバーであった。また、営業所名後ろの括弧内の英字は営業所・車庫を略記する際の記号であり、車体には社番の後に表記されている。
- 土浦営業所（TC：茨城県土浦市川口、土浦ナンバー）
土浦市・阿見町・つくば市
- つくば中央営業所（YT：つくば市上横場、つくばナンバー）
つくば市・牛久市・つくばみらい市・常総市・土浦市・取手市
- つくば北営業所（TK：つくば市沼田、つくばナンバー）
つくば市・土浦市
  - 下妻車庫（SM:茨城県下妻市下妻乙、つくばナンバー）
下妻市・つくば市・土浦市
2001年6月1日から2024年7月15日まで関鉄パープルバス下妻本社営業所に移管されていた。
- 守谷営業所（MR：守谷市百合ケ丘、つくばナンバー）
守谷市・取手市・常総市・坂東市
2017年12月16日、水海道・取手営業所を統合し、守谷市に守谷営業所を新設・営業開始[32]
- 竜ヶ崎営業所（RG：龍ケ崎市馴馬町、土浦ナンバー）
龍ケ崎市・取手市・牛久市
  - 江戸崎車庫（ED：稲敷市高田、土浦ナンバー）
稲敷市・龍ケ崎市
- 水戸営業所（MT：水戸市住吉町、水戸ナンバー）
水戸市・茨城町・小美玉市・石岡市
- 潮来営業所（IT：潮来市洲崎、鹿島営業所 (KS)から移転、水戸ナンバー）
神栖市・鹿嶋市・千葉県銚子市
  - 波崎車庫（HS：神栖市波崎、水戸ナンバー）
神栖市・鹿嶋市・千葉県銚子市
- 石岡営業所（IS:茨城県石岡市行里川、土浦ナンバー）
石岡市・小美玉市・かすみがうら市・土浦市
2002年7月1日から2024年7月15日まで関鉄グリーンバス石岡本社営業所に移管されていた。
  - 鉾田車庫（HK:茨城県鉾田市鉾田、水戸ナンバー）
鉾田市・茨城町・水戸市・行方市・潮来市・小美玉市
2001年6月1日より関鉄メロンバス本社営業所に移管され、その後2005年8月16日から2024年7月15日まで関鉄グリーンバス鉾田営業所に移管されていた。

#### 過去に存在した営業所
- 奥ノ谷営業所（茨城町奥谷）→1965年10月16日に水戸営業所に統合。営業所自体は1980年代まで案内所として運用
- 玉造営業所（行方市玉造）→1966年3月11日廃止
- 麻生営業所（行方市麻生）→1966年3月11日廃止
- 真壁営業所（桜川市）→1966年3月11日廃止
- 石岡第二営業所（石岡市）→1966年3月11日廃止
- 土浦第二営業所（土浦市）→1966年6月7日廃止
- 岩井車庫（坂東市岩井）→1972年3月15日廃止。水海道営業所の出張所として運用。
- 柿岡営業所（KK:茨城県石岡市柿岡、土浦ナンバー）→2002年7月1日より関鉄グリーンバス柿岡営業所に移管→2011年9月15日で閉鎖し、バスターミナルとして使用
- 田伏営業所（TB:茨城県かすみがうら市田伏、土浦ナンバー）→関鉄観光バス田伏営業センターに移管→2009年3月31日をもって閉鎖
- 鹿島営業所（KS:茨城県鹿嶋市宮中、水戸ナンバー）→ITに移動
- 下館営業所（SD:茨城県筑西市乙、つくばナンバー）→関鉄観光バス下館営業センターに移管→現在[いつ?]は閉鎖。貸切バスのみ配置
- 藤代営業所（FJ:茨城県取手市宮和田、土浦ナンバー）→1996年閉鎖。取手営業所の貸切部門として貸切バスのみ配置
- 佐原営業所（SW:千葉県香取市佐原イ、千葉ナンバー）→関鉄観光バス佐原営業センターに移管。1995年から2010年までは貸切バスのみ配置
- 取手営業所（TR：取手市駒場、土浦ナンバー）→2017年12月15日廃止。翌日から守谷営業所に統合
- 水海道営業所（MK：常総市水海道高野町、つくばナンバー）→2017年12月15日廃止。翌日から守谷営業所に統合

### 車両

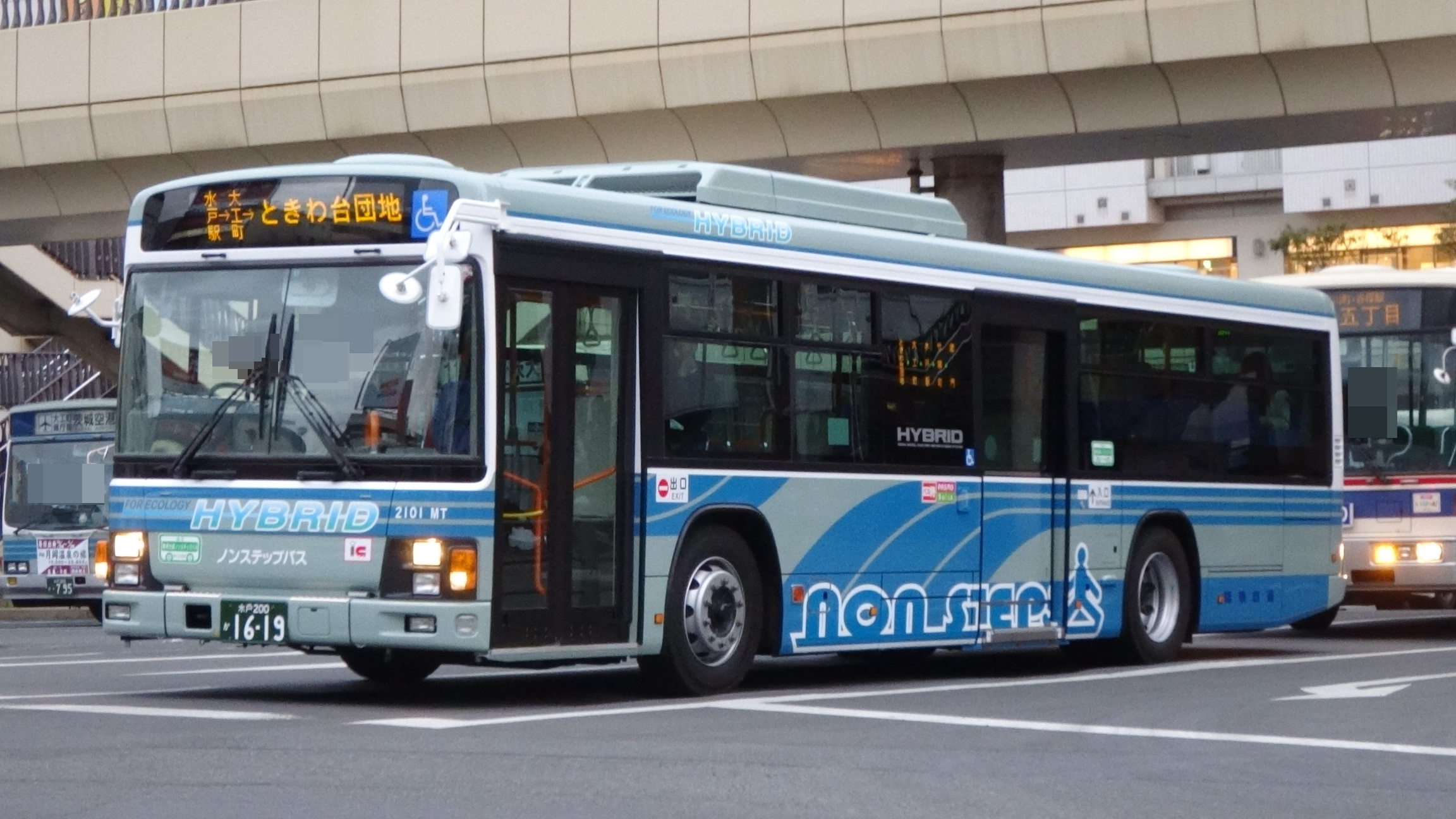
2016年に初めて投入されたエルガハイブリッド
（水戸営業所、2101MT）
2016年4月19日(火)水戸駅北口にて

現在は、グループを含め、600台あまりの車両が在籍し、国内4メーカーすべての車両が配置されているが、その中でもいすゞ車が約半数を占めている。 いすゞ以外では、貸切車や高速車を中心に三菱ふそう製が多く、その他、日野、日産ディーゼル（現・UDトラックス）の順の保有台数である。 また日野製の高速車、貸切車の新製配置車は在籍していなかったが、2017年3月に水戸営業所に関東鉄道では初となる日野・セレガの高速車が2148MTとして新製配置された。
コーチビルダーがシャシーメーカーと一本化される以前は、いすゞは川重→IKコーチ→いすゞバス製造製と富士重工製、三菱は呉羽自動車工業→新呉羽→MBM製、日野は日野車体工業、日産ディーゼルは富士重工製で導入されていた。 また、1980年代ごろまではいすゞの大型車は帝国自工、中型車は北村製作所、三菱は貸切車を中心に富士重工製の車体も一部導入されていた。

#### 一般路線車
一般路線車は、前・中扉が標準で、大型車は、全長10mのいわゆる大型短尺車、中型車は全長9mの標準尺車が標準 であるが、他社からの譲受車を中心に、前・後扉車や、全長10.5mの標準尺車、11m超の長尺車も在籍する。 かつては3ドア車も在籍していたが、現在はすべて廃車されている。
カラーリングはグレー地に窓周りを白、窓の下に青帯が入るデザインで、2001年より導入されているワンステップバス、ノンステップバスはこれに曲線でアレンジした塗装となっている。
ワンマン機器は、車内案内放送装置（音声合成）は、クラリオン製で、運賃箱、運賃表示器、整理券発行機は、小田原機器製が標準としていたが、2019年現在、関鉄グループの全営業所においてレシップ製新型の整理券発行機、ICカード及び釣り銭対応の運賃箱及びLCDモニター式の運賃表示器に交換されている。
関東鉄道発足後の一般路線車は、1970年、ワンマンカー導入からはじまる。 この時導入された車両は、帝国自動車工業製の車体と組み合わされた、いすゞ・BU10だった。 帝国自工といすゞシャーシーの組み合わせはかつては全国各地で見られていたが、この頃は、帝国自工は日野自動車のもとで経営再建が図られている時期で、指定車体だった国鉄バスを除くと、この当時でも珍しい組わせだった。 その他、いすゞ・BU10は、富士重製車体や、川重製車体でも導入されたが、この時期、川重製は少数派で、帝国自工が金産自工と合併し、日野車体工業となり、国鉄向け以外のいすゞシャーシへの架装から撤退すると、その後のいすゞ・CLMまでは、富士重製ボディでの導入が中心となる。
1976年からはローカル路線を中心に、中型車の導入が始まり、いすゞ・CCM/CDM、三菱・MK116、日野・RL320が導入された。
これらの車種がモデルチェンジした以降も、この3メーカーで導入が続けられるが、そのうち、三菱車は、土浦、鉾田、下妻。日野車は鹿島、潮来、佐原、波崎（RJ以降は柿岡も）とほぼ特定の営業所にしか配置されなかったのに対し、いすゞ車は中型路線車の配置がなかった取手営業所を除く、すべての営業所に配置され、いすゞ・LR→いすゞ・エルガミオと、いすゞ製中型車が関東鉄道バスの主力車種の座を現在まで占めている。
また同じころ、冷房車の導入もすすめられ、新規導入車のほか、トップドア貸切車に中扉を増設し（取手営業所の貸切車は中扉の他に、後扉も増設）、大型方向幕を取り付けた、貸切格下げ車も導入され、一般路線車の冷房化が徐々に進められていった。
1985年に、国際科学技術博覧会（科学万博）がエリア内の筑波郡谷田部町（現・つくば市）で開催されることになり、その観客輸送を担うため、いすゞLV、三菱エアロスターK、日野・ブルーリボンHTの3車種が大量に導入された。万博閉幕後は各営業所に配置され、急速にベッドタウン化が進んでいた茨城県南部における新規路線の拡充や増発など輸送力向上に充てられた。
1986年から1988年にかけて、小型車のいすゞ・ジャーニーQが合計25台、子会社を含む、ローカル路線・閑散路線を抱える営業所に導入された が、その後閑散路線そのものが、廃止、縮小されていったこともあり、比較的に早期に廃車されている。
その後も中型車を中心に自社発注での増備が続けられることになるが、1989年、神奈川中央交通から、モノコックボディの三菱・MP118が合計11台導入され、水戸営業所と土浦営業所に配属されたのを皮切りに、西武バス、京阪バス、川崎鶴見臨港バス、千葉内陸バス、東京都交通局、千葉海浜交通などから、冷房付の中古車が導入され、非冷房車を置き換えていった。
京阪バス、千葉内陸バスからの譲受車は、前・後扉、千葉海浜交通からの譲受車は3ドア車であった。
そのうち、千葉内陸バス、西武バスからの譲受車は、1990年から2000年まで長きにわたり導入され、千葉内陸バスからの前・後扉の日野・ブルーリボンHTは長尺車であったこともあり、乗客数の多い路線を多く抱える土浦営業所に集中配置されたほか、西武バスからの日産ディーゼル車は、富士5Eボディの日産ディーゼル・U31から富士7EボディのU33まで導入され、大型車の配置が多い、土浦、取手、水戸の各営業所では一時、主力になっていた。
それまで日産ディーゼル車の導入がなかった関鉄でも、1989年に水戸営業所に配置された、富士7EボディのU33Kを皮切りに、中型車のRMも含め、1998年まで新車導入が行われ、一時日産ディーゼル車の割合が高くなっていたことがある。 また西武バスからは、1990年に日産ディーゼル・RM81Gが土浦営業所に5台導入された 他、2008年、2009年には短尺車のRM211ESN が導入された。
2001年には、廃業した茨城観光自動車から、経年の若い車両を中心に車両が移籍し、その中には、三菱ふそうの元サンプルカーの大型ショート車、三菱ふそう・エアロスターMMや前・後扉のエアロミディMKなど、関鉄では今まで導入のなかった車両も含まれていたほか、1995年に関鉄と同時に導入した、日野・ブルーリボンHTの竜ヶ崎ニュータウン線の元専用車もそのままの塗装で移籍していた。
自社発注の大型車は、上述の中古車の導入もあり、1991年以降は、1994年から1995年にかけて、竜ヶ崎ニュータウン線拡充のため、竜ヶ崎営業所に、いすゞ・キュービックが5台（そのうち3台は住宅・都市整備公団（現都市再生機構の補助金で導入された広告塗装車で通称「青竜」）配置された以外 は、しばらく導入がなかったが、2001年3月に、茨城県の乗合バスでは初めてノンステップバスが投入され、取手営業所にいすゞ・エルガと三菱ふそう・エアロスターが、各1台新製配置された。以降、土浦、つくば中央、水戸の各営業所に2003年まで、数両ずつ導入された（つくば中央営業所配置車両はその後2台とも水海道営業所に移籍→うち1台は土浦営業所に再移籍）。また、水戸営業所には、三菱ふそう・エアロミディMK、取手営業所には日野・レインボーHRの中型ロング車 が2003年に1台ずつ導入されたが、中型ロング車はこれ以降新車導入はされていない。
自社発注のベンチレーター（換気装置）は、2006年まで原則非搭載となっていたが、2007年から車両前後にゴールドキング製のものが2基搭載されるようになった。
2001年からは、親会社の京成電鉄 が、自動車NOx・PM法の施行により、規制対象車が移籍されはじめ、過去の他社からの中古車や万博開催時に導入された自社発注の経年車を置き換えられていった。
近年は、京成トランジットバス、千葉中央バス、ちばグリーンバス、千葉内陸バス、ちばフラワーバス、松戸新京成バス、船橋新京成バス、京成バスシステム、東京ベイシティ交通といった京成グループ各社や、京浜急行バス、東急バス、立川バス、横浜市営バス、小田急バス、尼崎市交通局、南海バス、平和交通、川崎鶴見臨港バス、東武バスなどからも初期型のノンステップ車を中心に移籍され、初期導入の京成中古車も置き換えながら導入が続けられている。
京成グループからの移籍車は、その車種構成から、前・中引扉、標準尺の、IK→IBMボディおよび富士7Eボディを架装したいすゞ・LVが比較的多く在籍するが、都内営業所配置の4枚折戸車や、船橋営業所、長沼営業所、ちばフラワーバス、京成バスシステムからの日野車、松戸営業所からの三菱車、船橋新京成バスからは、富士7Eボディの日産ディーゼル車も移籍するなど、車型、メーカーを問わず移籍している。2011年に日野・レインボーRJワンステが波崎車庫に導入されて以降、中型車は移籍していなかったが、2014年、松戸営業所より三菱ふそう・エアロミディMKワンステップが移籍され、竜ヶ崎営業所と水戸営業所に配置された。
AT仕様の車両については、中古車では京成バスからの移籍で2012年にいすゞ・キュービックノンステップが導入されたのが最初である。2014年には、日野・ブルーリボンシティ、いすゞ・エルガと、AT仕様のノンステップ車も移籍しはじめている。自社発注車では、中大型車が2021年現在も導入が見送られている一方で、小型車ではコミュニティバス向けとして、2DG-HX系に移行した日野・ポンチョが2017年に導入されたのが最初の事例であり、以降は後述のつくバスの車両増備（社番2202 - 2204）を含め急速に増備が進んでいる。
2003年には、牛久市コミュニティバスかっぱ号の受託にあたり三菱・ローザが路線仕様で導入されたほか、つくば市コミュニティバスつくつくバスの受託にあたり、いすゞ・エルガミオとオーストラリアのクセニッツCITY-I が、それぞれノンステップで導入された。
2004年夏には、一般路線仕様のエルガミオノンステップが土浦営業所に導入されたのを皮切りに、翌年には同型車の日野・レインボーIIと合わせ、ノンステップ、ワンステップ仕様で導入され、経年車を置き換えていった。 三菱ふそう・エアロミディMKは、2005年につくば中央営業所と水海道営業所にノンステップ車が2台配置されて以降導入がなかったが、2012年に水戸営業所に導入されて以降、再び導入が始められている。 また土浦市のコミュニティバス、キララちゃん受託に際して、三菱ふそう・エアロミディMEが初めて、され、そのうち1両は予備車兼用として一般路線カラーで導入されている。
2006年には、前記のつくつくバスが、つくバスに移行し、大幅に受託路線が増えたため、エアロミディMEが一般路線カラーの予備車を含めて、一挙に20台導入され、また北部シャトル用としては、エルガミオノンステップが4両導入された。
また、それまでツアーバス形式で運行されていた、筑波山シャトルバスが一般路線化されることになり、その専用車として、いすゞ・エルガワンステップ長尺車が、メトロ窓、2列シート主体の郊外路線仕様で、合計4両導入されている。
この年から、エリア各地域でのコミュニティバスの受託が相次ぎ、取手市のことバス用として、エアロミディMEが関鉄初のCNG仕様で導入されたほか、坂東市の坂東号用としては、日野・ポンチョが初めて導入された。
2006年にエアロスターノンステップが取手営業所に1両配置されて以降、大型路線車の新車の導入はなかったが、2009年にエアロスターがワンステップで2両（1988・2005）取手に導入され、2012年、2013年にエルガワンステップが取手に2両（2049・2075）、2013年、2014年にエルガノンステップが土浦に2両（2060・2073）導入されるなど再び導入が進められている。
2012年12月に配置された新製車より、側部のLED行先表示が、戸袋搭載に変更される（引き続きオージ製）。然し、これは短命となり、2015年度新製車より、一部除く中型、及びLV234系エルガハイブリッドを除く大型が、従来の搭載位置に戻された。
2016年1月には、関東鉄道バスでは初となるいすゞ・エルガハイブリッドが水戸、水海道、取手、土浦、竜ヶ崎に各1台ずつ、合計5台が導入された。その後、モデルチェンジしたいすゞ・エルガノンステップバスも4台、取手と土浦に配置された。
2017年度末をもって、関東鉄道の一般路線バスはバリアフリー化100%を達成した。
2019年1月をもって、関東鉄道、関鉄観光バス、関鉄グリーンバス、関鉄パープルバス4社で運行する路線バスの全車両（計388両）のバリアフリー化100%を達成した。
2019年3月、高速車と共に白色LED行先表示が初めて採用される。2002年から投入されたLED行先表示機は、全車オージ製で統一されていたが、関東鉄道直営在籍車では、2022年に投入された2246IT（オージ製・即側は戸袋搭載）を除き、全車レシップ製での投入となっている。
2021年3月にはつくばみらい市のみらい号用に中国・BYD製の電気バス（J6）（2237MR）1台を導入した。電気バスの導入は、茨城県内初となった。
2023年5月より創立100周年記念復刻デザインバスとして国際興業バスから譲渡された3台が運用開始された。
2023年5月には守谷営業所に中国・BYD製の大型電気路線バスBYD・K8が2台配置され、同年6月1日より運用開始した。2024年2月には、水戸営業所・土浦営業所・つくば中央営業所に、一般公募により異なるデザインが採用された車両（BYD製K8 2.0各1台）が配置され、同年2月19日より運用開始した。

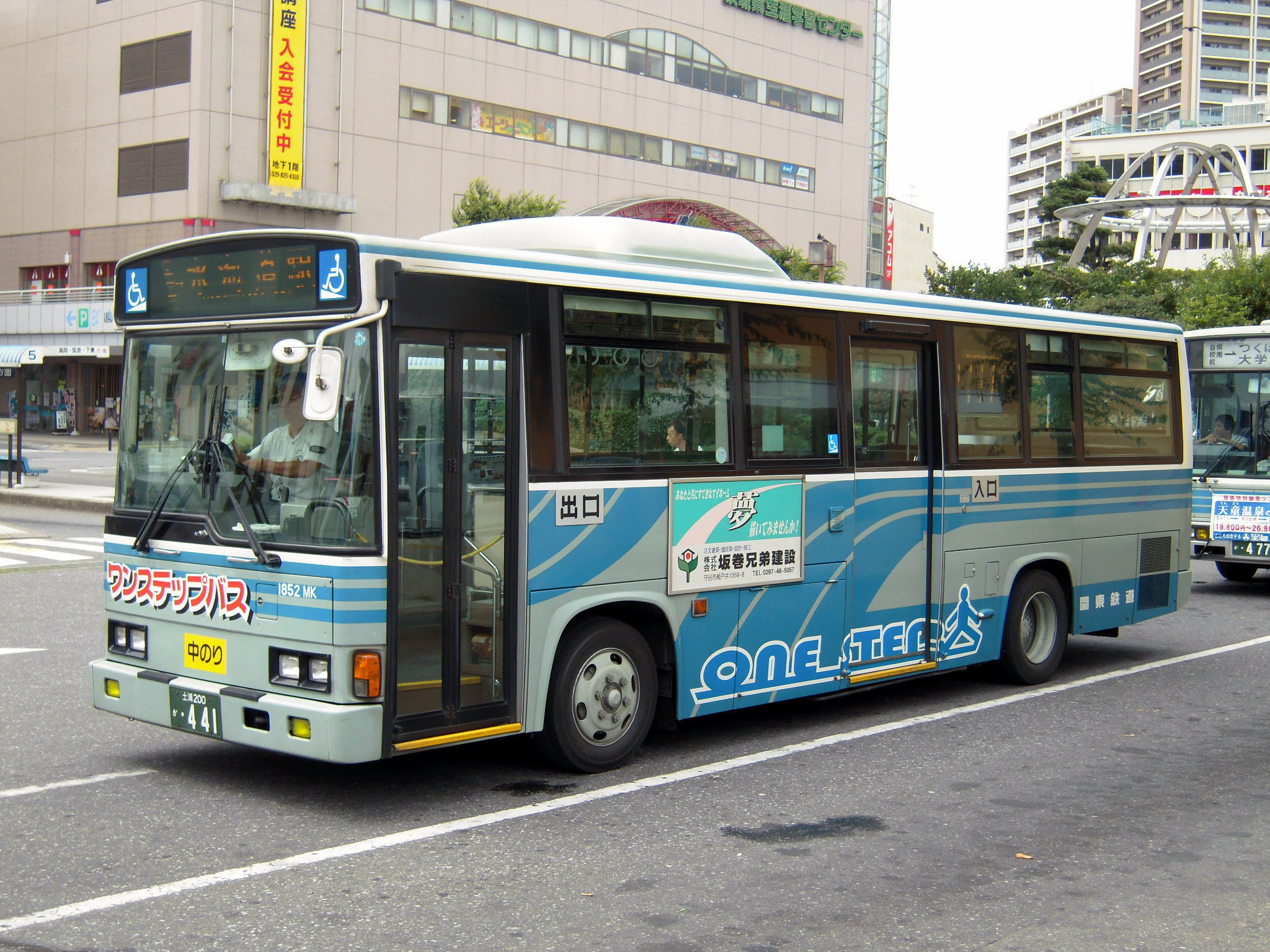
路線バス（ワンステップ車）
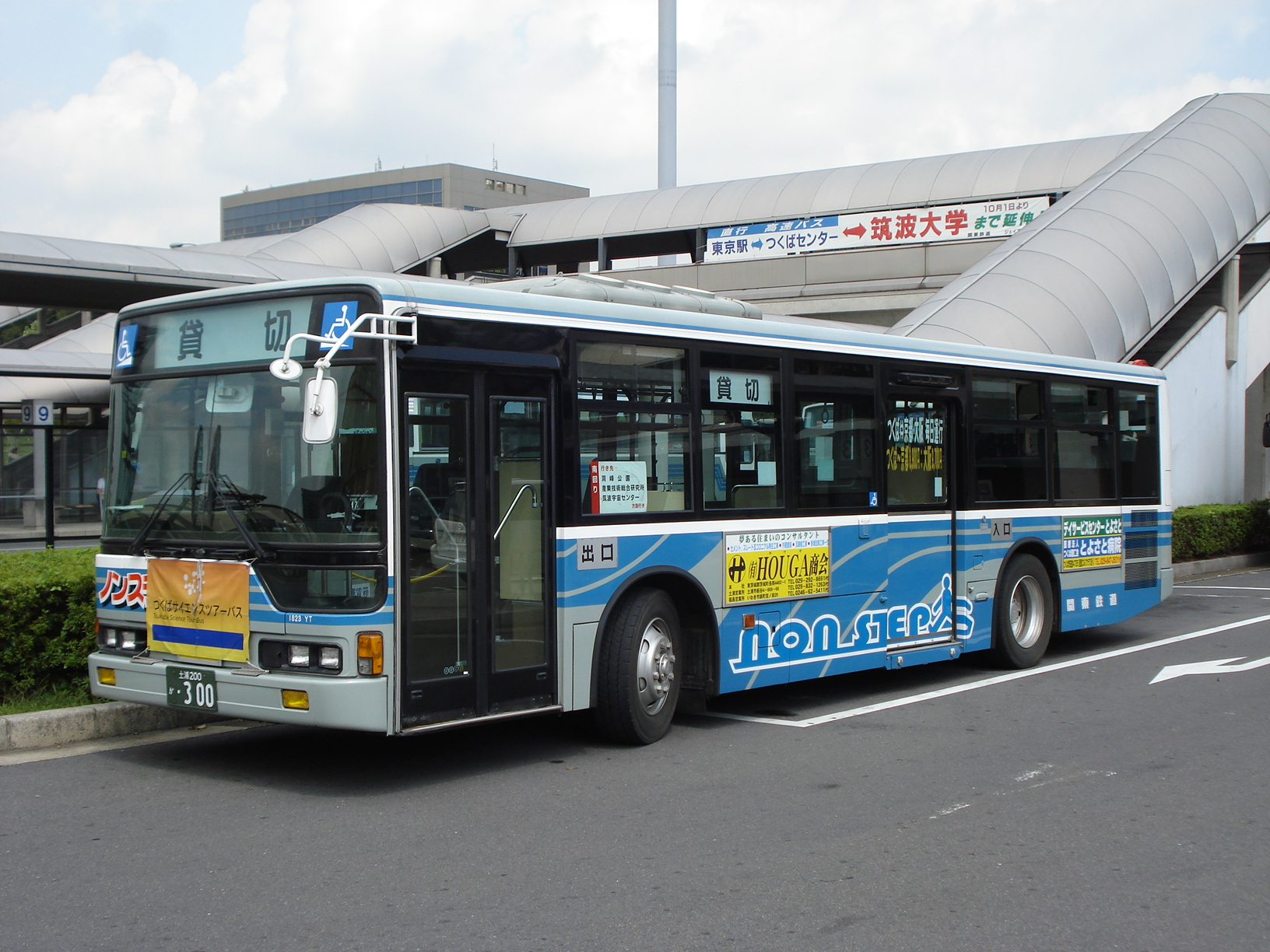
路線バス（ノンステップ車）
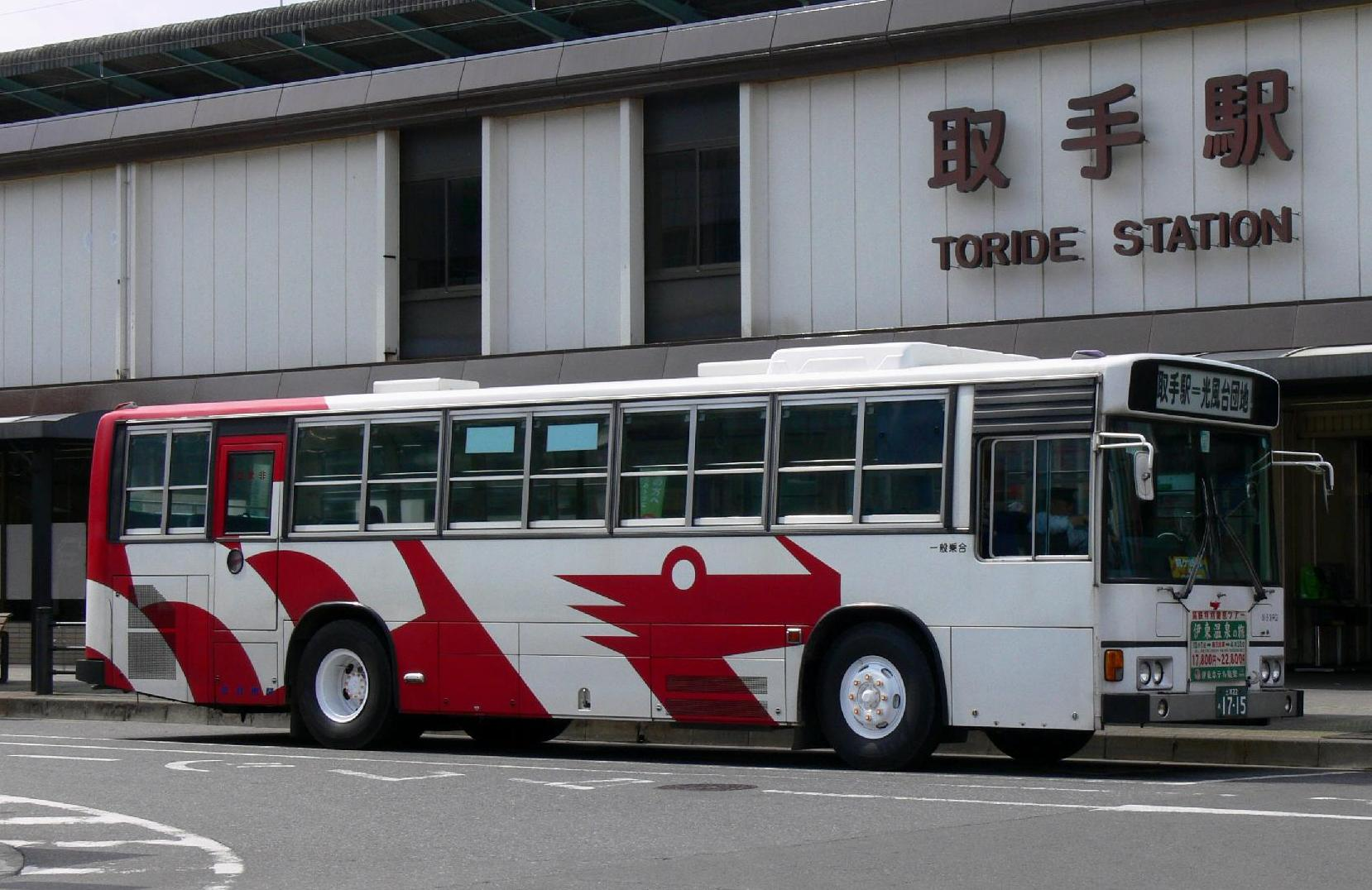
路線バス（元・茨城観光自動車の元・竜ヶ崎ニュータウン専用車）

#### 高速車
関東鉄道の高速車は、開設当初は、55 - 60人乗りの貸切車からの転用が主であった が、1989年にはかしま号とはさき号に40人乗りのトイレ付車（1444KS、1445HS）が導入され て以降、40・44人乗りのトイレ付のハイデッカー車が標準である。2009年に、2代目ガーラを導入するまでは、空港連絡バスも含め、原則として、サブエンジン冷房車が導入されていた。
また、関鉄唯一の夜行路線である、よかっぺ号には、3列シート29人乗りのいすゞ・ガーラのハイデッカー車及び三菱・エアロクイーンのスーパーハイデッカー車が導入されている。2010年には、3代目エアロクイーンが、新・京成グループカラーで導入され、従来車も塗り替え、以降の新車も同カラーで導入されている。
近年までは昼行高速車にも、貸切転用のスーパーハイデッカー車も運用されていたが、現在はハイデッカー車も含め貸切転用車はすべて高速バス用として導入された車両に置き換えられている。
1988年に、関鉄初の高速バスの新車として、新呉羽ボディの三菱・エアロバスK(1430YT)と、富士HD-1ボディのいすゞ・LV719R(1431YT)の2車種が、谷田部営業所（現・つくば中央営業所）に配属されて以降、貸切からの転用と並行して、主にこの2車種を導入していった。
いすゞ車は、1989年にIKCボディ車も導入され、1990年にLV719RからLV771Rにモデルチェンジして以降も、引き続き、富士重ボディ とIKCボディで導入されたが、1996年にガーラにモデルチェンジして以降は、IKコーチ、いすゞバス製造から社名を変更したジェイ・バス製の車体で導入されている。
三菱車は、主に新呉羽製のエアロバスKを採用 し、当時主流だった三菱製ボディ車は1994年導入のニューエアロバス（1655YT）まで、関鉄では採用されなかった。
日産ディーゼル・スペースアローは、1996年に1台、1999年には5台導入されたが、それ以降の導入はなく少数派に留まっている。
2003年には、つくば号に共同運行先のジェイアールバス関東より、ドイツ・ネオプランの二階建てバスメガライナーが2台リース導入されたが（1873YT・1874YT）、つくば号の減便に伴い、2006年にはJRバス関東に返却されている。
貸切車からの転用車も、当初はこれら新規導入車と同じく、一般路線カラーで投入されていたが、つくば号、かしま号とも、事業者の予想以上に好調で、すぐに輸送力増強を求められることとなり、貸切車からの転用車は以後は、貸切カラー のまま、転用されていた。
2007年に導入された、ニューエアロバス（1937MT、1938IT）からは、新しい京成グループカラーで登場し、2代目ガーラ、エアロエースが引き続き、京成グループカラーで導入されている。
2019年7月24日、潮来営業所に東京ディズニーリゾート方面への路線にベルギー・バンホールの二階建てバススカニア・アストロメガ（2200IT・2201IT）が運行開始した。上述のつくば号用メガライナー以来の二階建てバスであり、他事業者からリース以外の自社保有での導入は茨城県内の事業者としては初めてとなる。
高速車の移籍車は2000年に遠鉄バスからのエアロバスを導入以降、長らく存在していなかったが、2010年にちばシティバスから、直結クーラーのニューエアロバスがKanacカラーのまま水戸営業所に移籍し、2012年からは京成バスから、同じくガーラが京成グループカラーのまま移籍している。

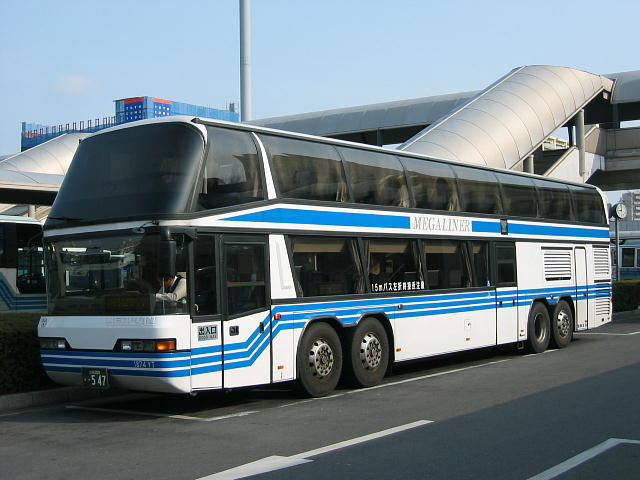
ネオプラン・メガライナー（2006年6月西日本JRバスへ移籍。2009年3月廃車）
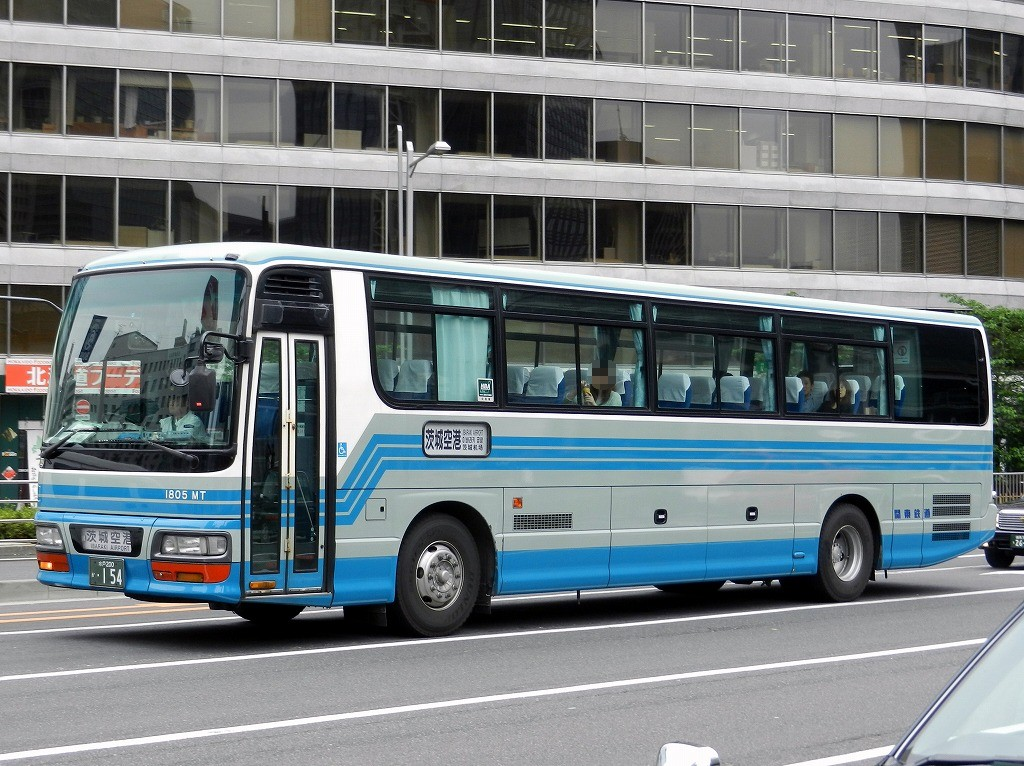
高速バス（旧塗装）
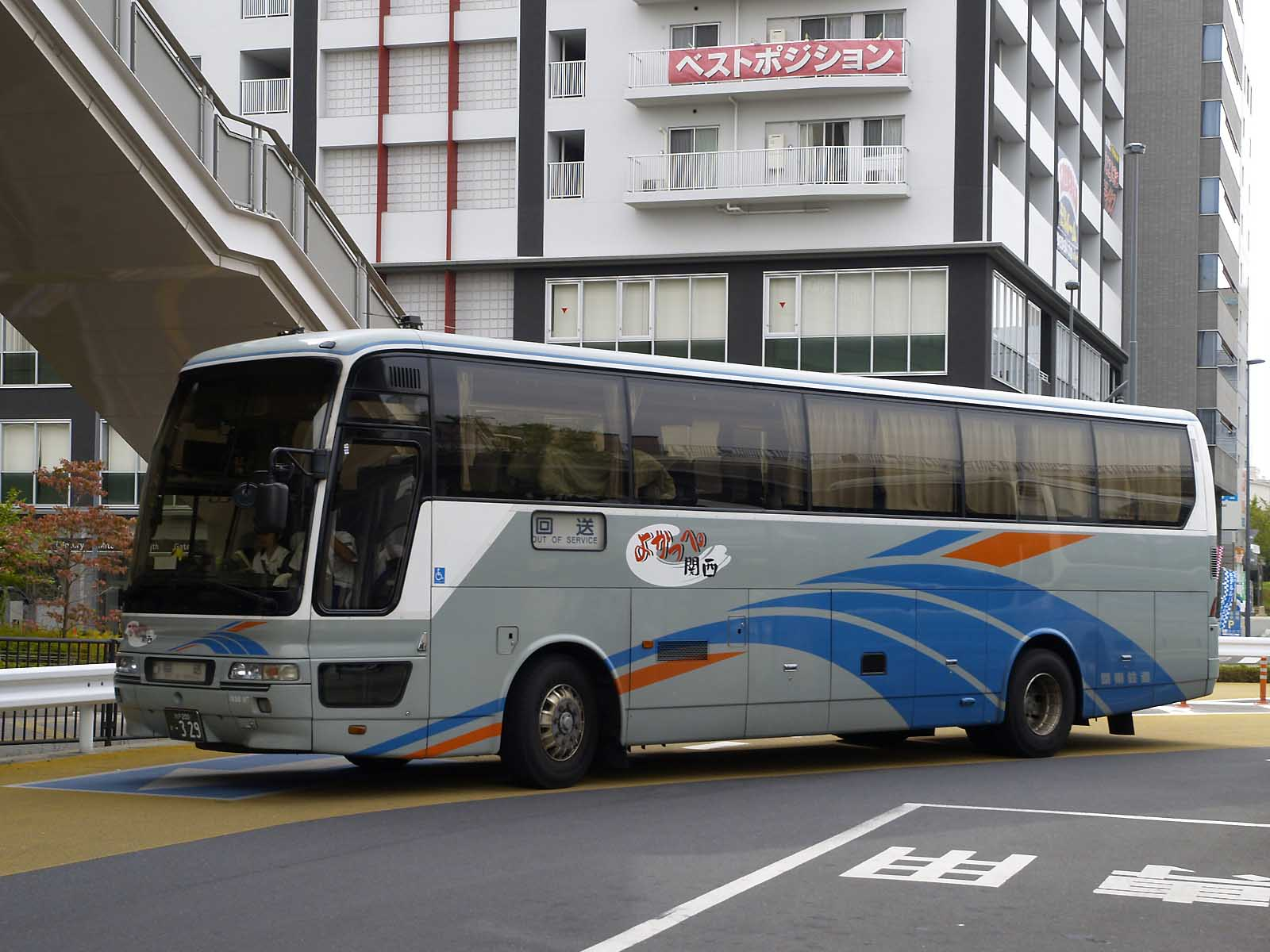
「よかっぺ号」専用車（旧塗装）
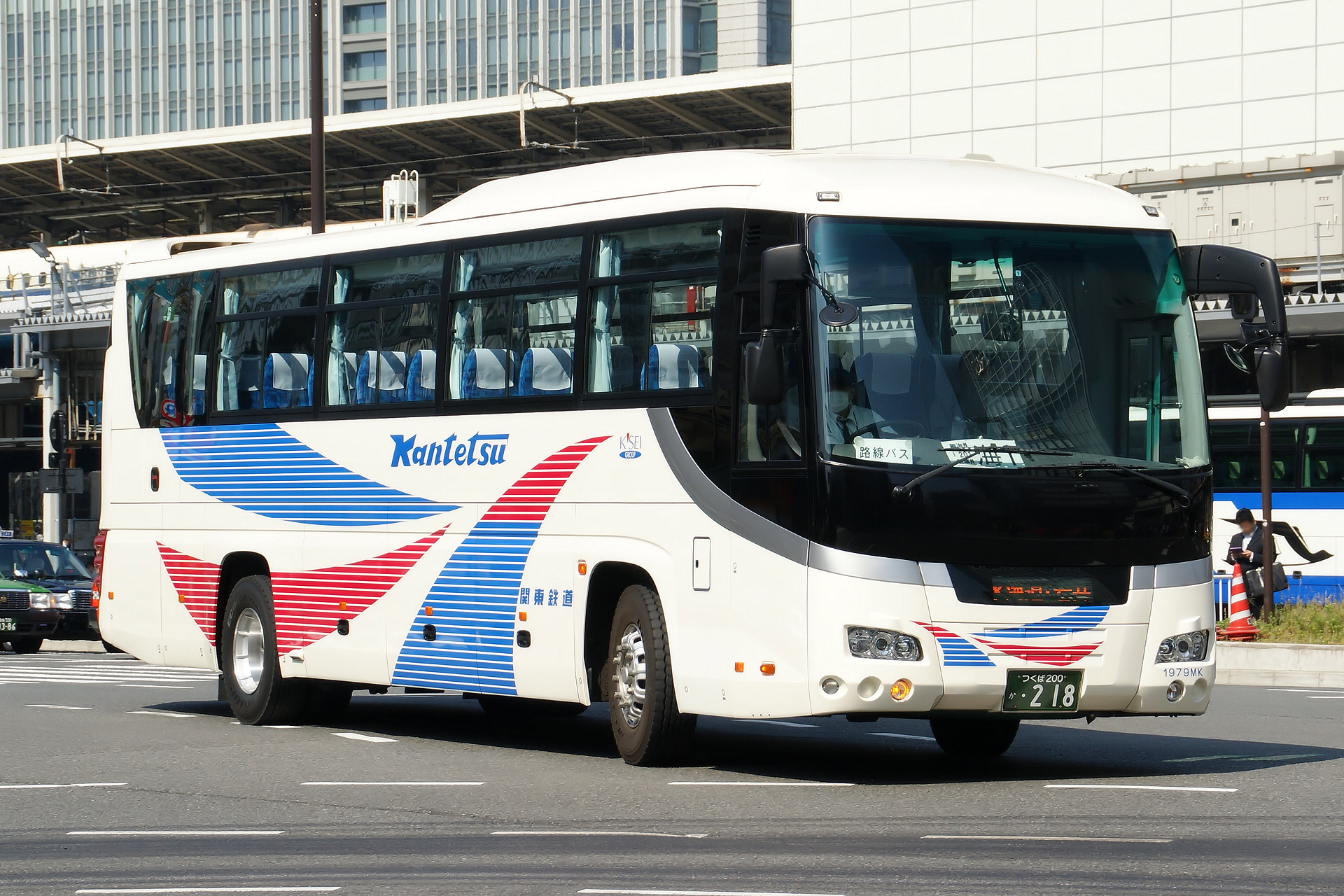
高速バス（京成グループ共通色新塗装）

#### 貸切車
かつては、関東鉄道本体でも、観光バス事業を行っており、多数の貸切車を保有していたが、1999年に観光バス事業を関鉄観光バスに移管してからは、スクールバスや企業送迎など、契約貸切に使われる車両のみ、保有している。
観光型車両のほか、路線型車、マイクロバスまで、契約先のニーズに合わせた、さまざまなタイプの車両を保有する。
観光型は、主に、元高速車や関鉄観光バスから移籍した元貸切車、路線車は、一般路線車や他事業者からの移籍車が転用されることが多い。 塗装も元貸切車はKanacカラー、元高速車と一般路線車は、路線カラーと、そのままの姿で転用されることが多いが、スクールバスを中心に契約先に合わせた塗装やラッピングが施される場合もある。
以前は、契約先が所有していた自家用バスをそのまま移籍（サブリース）させて使用されていたこともあった。

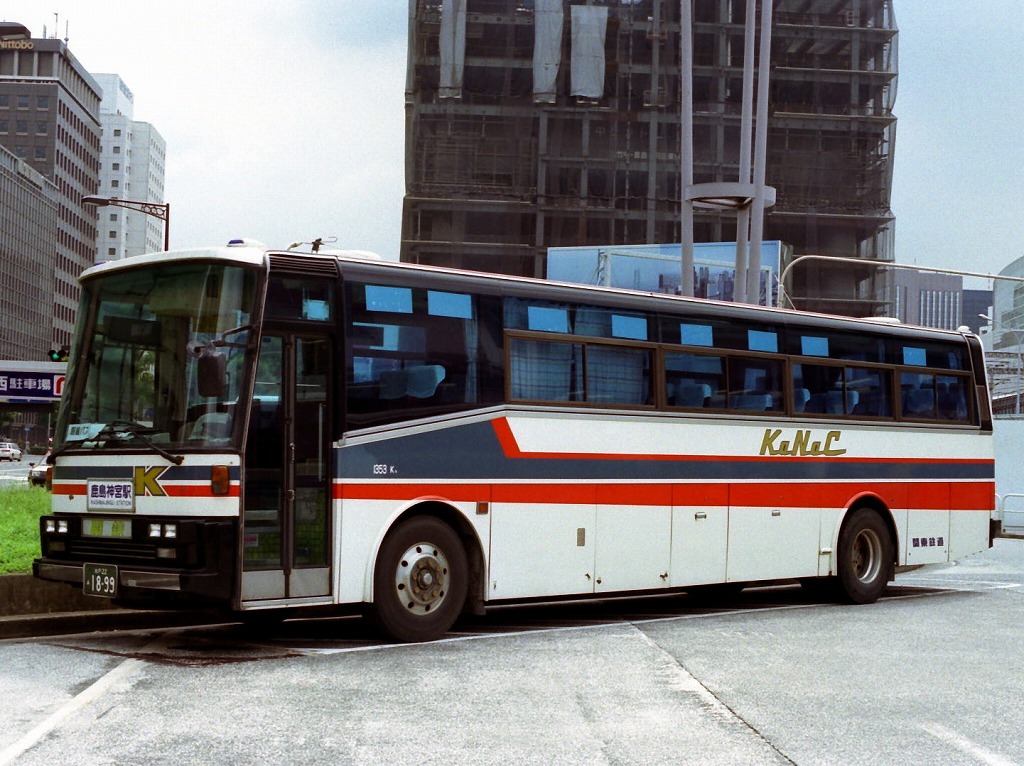
観光バス（高速バス改造後）

#### 社番
社番は自社発注車が0001 - 、中古車が9001 - の付番で、関鉄グリーンバスは5001 - 、関鉄パープルバスは6001 - 、関鉄観光バスは路線車が7001 - 、貸切車が8001 - である。年式、メーカー、使用用途などに問わずすべて導入順に通し番号で表記され忌み番である『××42』や『××49』も欠番にはならない。
かつて分離子会社になって導入された車は頭に子会社の記号（関鉄グリーンバス:G、関鉄パープルバス:P）が入って001 - となっていたが、2018年度からは前述の通り関鉄グリーンバスには5000番台、関鉄パープルバスには6000番台が付番されるようになった。2017年度より、関鉄観光バス、関鉄グリーンバス、関鉄パープルバス等の子会社では関東鉄道からのリース車輌として9000番台に再登録されている車輌が在籍している。
なお、廃車が出てもその社番は使用しないが、関鉄→他事業者→関鉄またはグリーン→パープル、関鉄観光バス→関鉄と渡ってきた車両は1台で2つの社番を持つこともある（例:9037IS:元川崎鶴見臨港バス→日本観光バス→関鉄観光バス7001TCなど）。

### 運賃
一般路線バスの普通旅客運賃は対キロ区間制で、初乗りはICカード・現金共190円である。2019年10月1日の消費税増税に伴う運賃改定により、1円単位のICカード運賃が新設されたが、2024年3月1日の運賃改定と同時に廃止された。
- 運賃設定（現金の場合）：190円 -

中乗り・前降り、運賃後払い方式を採り、運賃箱は整理券の券面バーコード読み取りによる自動釣り銭に対応している（水戸営業所では、2010年10月に、他営業所よりもかなり先行で対応された）。

### 乗車券類
回数乗車券は、独自の冊式回数券及び金額式回数券のみが導入され、首都圏共通回数乗車券であるバス共通カードは一切利用不可であった。なお、冊式回数券は2018年9月9日をもって、金額式回数券は2020年12月31日をもって、それぞれ発売を終了している。利用終了日は未定。一般路線バスでは通勤・通学定期券が設定されている。12か月定期券も設定されており、最高額は57万6580円にもなる。
高速バスでは一部路線を除き普通乗車券とつくば号、かしま号、TMライナーには日本の高速バスでは数少ない通勤・通学定期券が設定されている。つくば号、かしま号では共同運行他社扱いながらスマートフォンに搭載できる「スマホ定期券」も発売されている。みと号は、2024年3月時点で、通勤・通学定期券は設定されていない。
また、各種企画乗車券がある。
交通系ICカードについては後述する。

## 交通系ICカード

### カード対応状況
PASMO（PASMO協議会）に加盟 しており、鉄道・バス（一部を除く）でPASMO並びに相互利用カードが利用可能となっているが、交通機関により相互利用範囲が異なる。
駅・バス車内でチャージも取り扱うが、こちらもそれぞれ相互利用範囲内のカードのみ利用できる。
| 交通機関               | 利用可能カード                                                                 | 定期券搭載 | バス特   | 備考                 |
| ---------------------- | ------------------------------------------------------------------------------ | ---------- | -------- | -------------------- |
| 鉄道                   | PASMO・Suica                                                                   | 可         | なし     |                      |
| 一般路線バス           | PASMO・Suica・Kitaca・TOICA・manaca・PiTaPa・ICOCA・nimoca・SUGOCA・はやかけん | 可         | あり※    | 一部路線利用不可     |
| 高速バス               | PASMO・Suica・Kitaca・TOICA・manaca・PiTaPa・ICOCA・nimoca・SUGOCA・はやかけん | 不可       | なし     | 予約制路線は利用不可 |
| つくバス               | PASMO・Suica・Kitaca・TOICA・manaca・PiTaPa・ICOCA・nimoca・SUGOCA・はやかけん | 不可       | なし     |                      |
| モコバス               | PASMO・Suica・Kitaca・TOICA・manaca・PiTaPa・ICOCA・nimoca・SUGOCA・はやかけん | 不可       | なし     |                      |
| ことバス               | PASMO・Suica・Kitaca・TOICA・manaca・PiTaPa・ICOCA・nimoca・SUGOCA・はやかけん | 不可       | なし     |                      |
| 鹿行広域バス           | PASMO・Suica・Kitaca・TOICA・manaca・PiTaPa・ICOCA・nimoca・SUGOCA・はやかけん | 不可       | なし     |                      |
| その他コミュニティバス | 利用不可                                                                       | 利用不可   | 利用不可 | 利用不可             |

※:バス利用特典サービス（バス特）はPASMO・Suicaのみ。ポイント付与は2022年3月をもって終了。
一般路線バスには稲敷エリア広域バスを含む

#### 鉄道
- 利用可能カード：PASMO・Suica

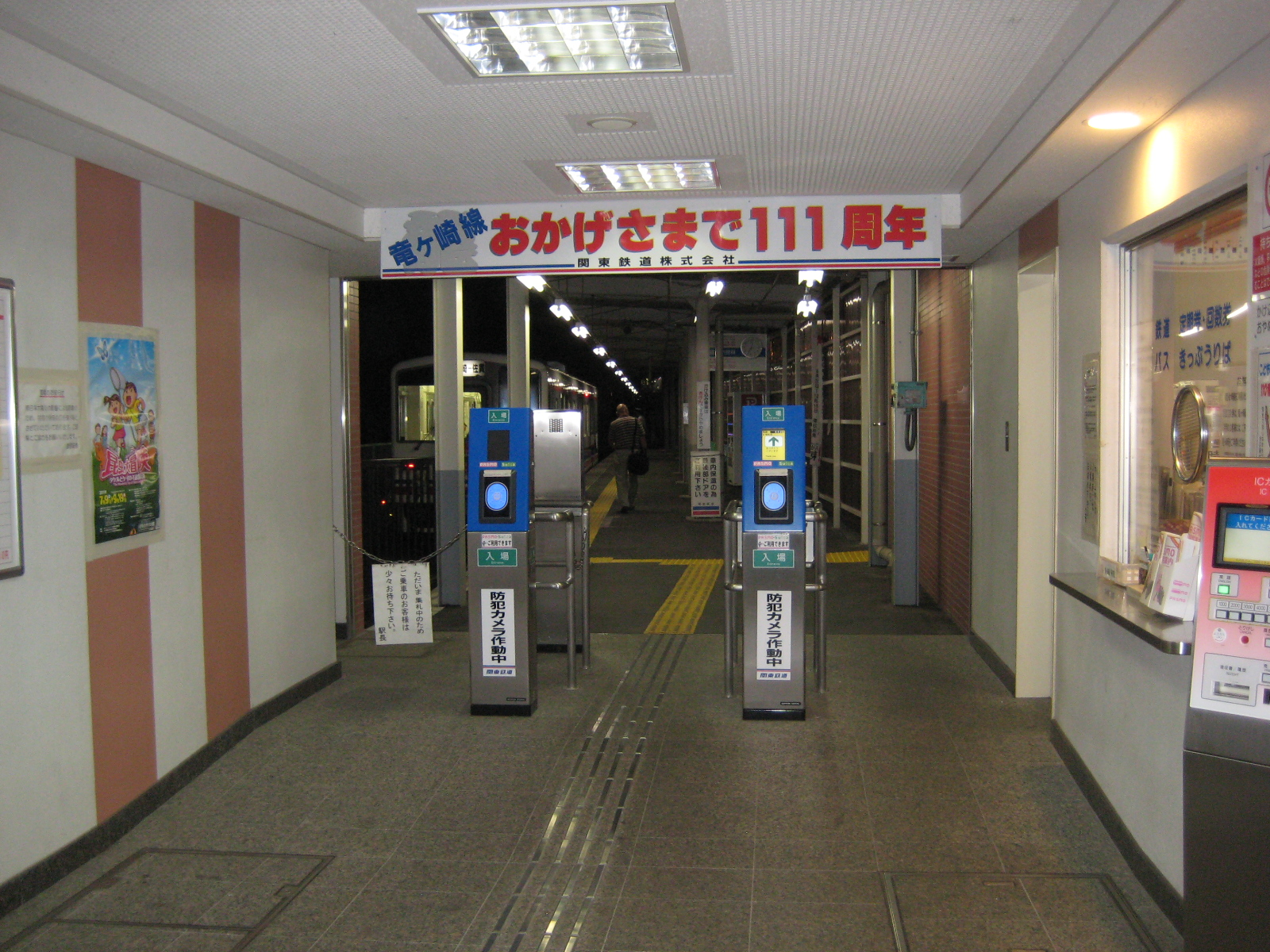
鉄道全駅でICカード導入

鉄道では2009年3月14日にPASMOを全線全駅に導入し、同時にSuicaが相互利用できるようになった。全駅にIC対応改札機または簡易改札機が設置されている。IC定期券も自社の全線に加え連絡運輸区間（JR東日本線、つくばエクスプレス線の各指定区間）で発券可能である。
ただし、2013年3月23日からの全国相互利用サービスからは除外されており、利用できる交通系ICカード（チャージも含む）はPASMO・Suicaのみ（首都圏ICカード相互利用サービス）である。

#### バス
- 利用可能カード：PASMO・Suica・Kitaca・manaca・TOICA・ICOCA・PiTaPa・nimoca・SUGOCA・はやかけん
※バス利用特典サービス（PASMO・Suica）は一般路線で実施
※2022年4月からIC定期券を導入[42]

2017年9月16日現在の利用可能路線は下記の通り。
- 高速路線（昼行）
  - 鹿島神宮駅 - 東京駅[43]
  - 鹿島神宮駅 - 羽田空港[43]
  - 鹿島神宮駅 - 東京テレポート駅[43]
  - 波崎 - 東京駅[43]
  - 水戸 - 東京駅[44]
共同運行他社では茨城交通のみPiTaPaは利用不可[45]
  - 筑波大学・つくばセンター - 東京駅
  - つくばセンター - 羽田空港
  - つくばセンター - 茨城空港
  - 水戸 - 茨城空港
  - 茨城空港 - 東京駅
  - 境町高速バスターミナル - 東京駅
- 一般路線
  - 全線（ごく一部の例外あり）
  - 稲敷エリア広域バス（一般路線に準じる扱い）
- コミュニティバス等
  - つくバス（つくば市）
  - モコバス（守谷市）[46]
  - キララちゃん（土浦市）
  - ことバス（取手市、関東鉄道担当便のみ）[47]
  - 鹿行広域バス（関東鉄道担当便のみ）

2013年3月31日に鹿島 - 東京駅線「かしま号」でサービスを開始した。
空港バスでは茨城空港に接続する3路線で、2016年7月より全国相互利用ICカードが利用可能となった。
一般路線バスでは、2015年10月から取手地区・水戸地区の一部、2016年9月26日に土浦・つくばエリア、2017年9月16日より残りの各線（一部路線や委託車両を除く）で利用可能となった。稲敷エリア広域バスもバス特付きで導入。2016年10月1日にはつくバスにバス特なしで導入している。
なお、PASMO加盟他社にありがちな子会社への同時導入は一切行わず、2018年3月16日の子会社への導入までは子会社との共同運行区間（水戸、筑波山、土浦など）で利用可能便と不可便が混在していた。

### バスIC一日乗車券
バスIC一日乗車券があり、一般路線バス定期路線（筑波山シャトルバス、県庁シャトルバス、荒川沖 - あみアウトレット線を除く）と稲敷エリア広域バスが利用できる。高速バス、コミュニティバス等では利用できない。
利用可能日は土休日と8月13日 - 8月16日、12月29日 - 1月3日。2024年3月1日現在の価格は大人800円、小児400円（当初の価格は700円。その後2019年10月に消費税増税に伴い、発売当初の価格から10円の値上げとなり710円。2024年3月1日の運賃改定から現行の800円）。
当日利用可能バスの車内でのみPASMO、Suicaのデータ領域内に情報を記録する形で発売され、ストアードフェア（SF）残額から価格分が引き去られる。他のICカード（ICOCA・manaca等）や現金では購入できない。
2018年4月28日に発売開始。同年7月28日、稲敷エリア広域バスに利用範囲を拡大した。
利用可能範囲に対してかなり低価格に設定されており、区間・利用時間帯さえ工夫すれば5000円区間超、100km超の長距離乗車も難しくない。

### カード取扱状況
関鉄で発売する交通系ICカードはPASMOのみである。カードの発売・払戻等は下記の窓口等で取り扱う。窓口により取扱業務が異なる。
- 鉄道駅（取手・戸頭・守谷・水海道・下妻・竜ヶ崎。その他一部の駅でも限定的に取り扱う）
- バス営業所（取手・潮来・水戸・波崎車庫）
- バス案内所・サービスセンター（つくば学園・取手駅ビル・水戸駅前・関鉄観光水戸案内所）
- 委託（鹿島セントラルホテル新館1階売店・水郷潮来バスターミナル）

### ICカード回数券（廃止）
かつてバスでは、取手営業所管内においてICカード回数券という独自のICカード乗車券が導入されていた。2003年12月1日に導入され2009年7月31日に新規発行終了、2010年3月31日利用終了となっている。初回販売額は3000円でデポジット不要。最大チャージ可能額は30000円で1000円のチャージ毎に1100円分利用可能であった。

## 不動産事業
自社線・JR常磐線沿線及びつくば市周辺において、宅地の開発、ビルの賃貸、土地・建物の仲介などを開発部が行っている。宅地開発については、1970年の関鉄霞ヶ浦阿見台（稲敷郡阿見町）の開発をはじめとして、1978年の「関鉄ニュータウン取手」（取手市・常総線西取手駅周辺）、1983年の「関鉄ニュータウン伊奈すみれ野」（つくばみらい市谷井田）、「関鉄ニュータウンつくば南」（土浦市、バス「荒川沖センター」線沿い）などの開発を行っている。貸ビルは土浦市・つくば市などにある。
宅地建物取引業茨城県知事免許「（15）第203号」。一般建設業茨城県知事許可「（般-20）第25403号」。

## つくばエクスプレスとの関係
首都圏新都市鉄道 (MIR) が経営するつくばエクスプレス（以下TXと表記）とは、「競合」と「協調」の相反する二面性を持った関係となっている。TX開業によって主力の高速バス・鉄道事業が圧迫される一方、関鉄によるMIR株の保有のみならず事業における一定の協調関係を持っている。

### 競合面

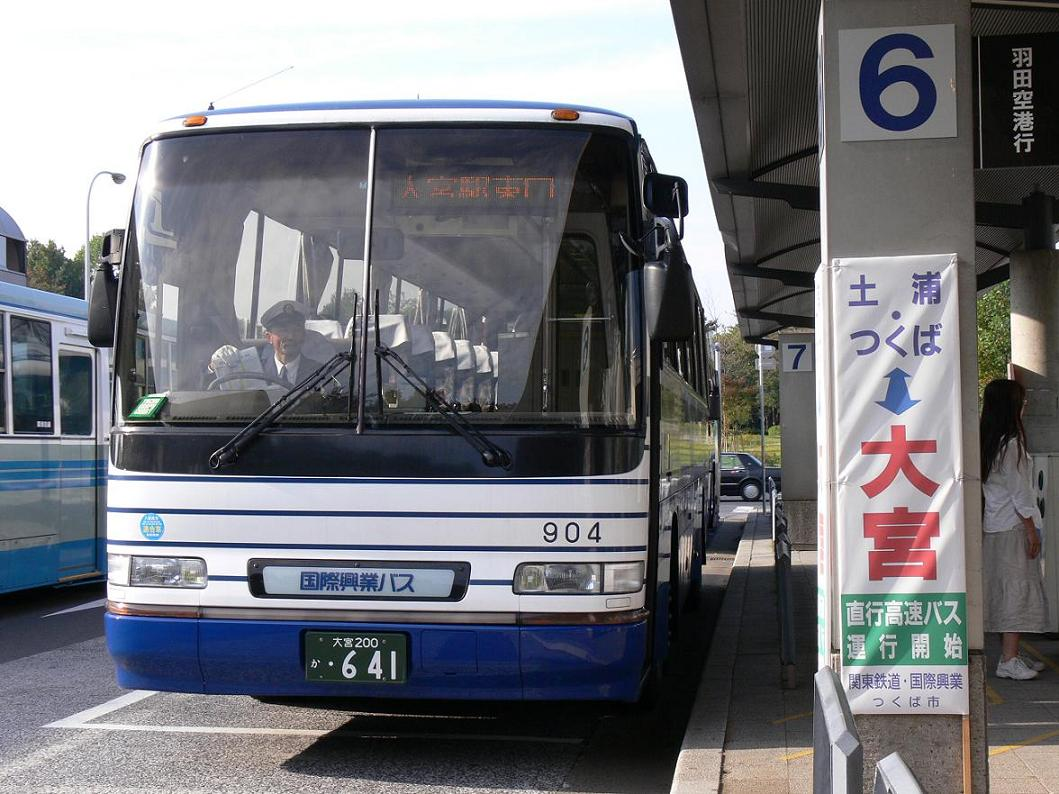
TX打撃をカバーする路線になれず失敗した大宮線（他社車両）

TX開業以前はJR常磐線と並び高速バス「つくば号」が筑波研究学園都市主要部と東京都心を結ぶ主な移動手段であった。また、守谷以北の常総線利用者が東京都心に出る場合、取手駅まで常総線を利用し、そこからJR常磐線に乗り換える経路が主な移動手段であった。
TX開業に当たり、つくば号の減便・再編をせず様子を見ていたが、速度で劣るつくば号は乗客が70%減少し、後々減便された。守谷市と北柏駅（JR常磐線）を結ぶ一般バス路線なども乗客が減少した。収益性の高い高速バス乗客離れによりバス運賃収入は減少した。また、守谷以北の乗客の多くが守谷駅でTXに乗り換えるようになったため、常総線も減収となった。
これらを理由として全従業員に対して給与削減を実施し、2007年4月の運賃改定で鉄道運賃を上げた。また、減収を理由として連結子会社である鹿島鉄道に行っていた経済支援を2007年度以降継続しないこととしたこともあり、鹿島鉄道線は2007年4月1日廃止となるなど関鉄の経営に大きく影響している。
2016年現在でもつくば号では対TX競合姿勢を崩しておらず、割引率の高い回数乗車券を設定して「安さ」を強調したり、筑波大学乗り入れを行って鉄道との差別化を図ったり、つくば駅前のバス停留所も「つくばセンター」のままで「つくば駅」への改称を見合わせるなどしている。つくば号沿線（つくば市並木など）からTXとの競合が弱い他の目的地への新規路線開拓・撤退も散発されている。TX側も2005年の開業時からつくば号を意識し、つくば号より100円安い運賃（1150円、現在はつくば号値下げにより同額）とする攻めの姿勢を採った。

### 協調面

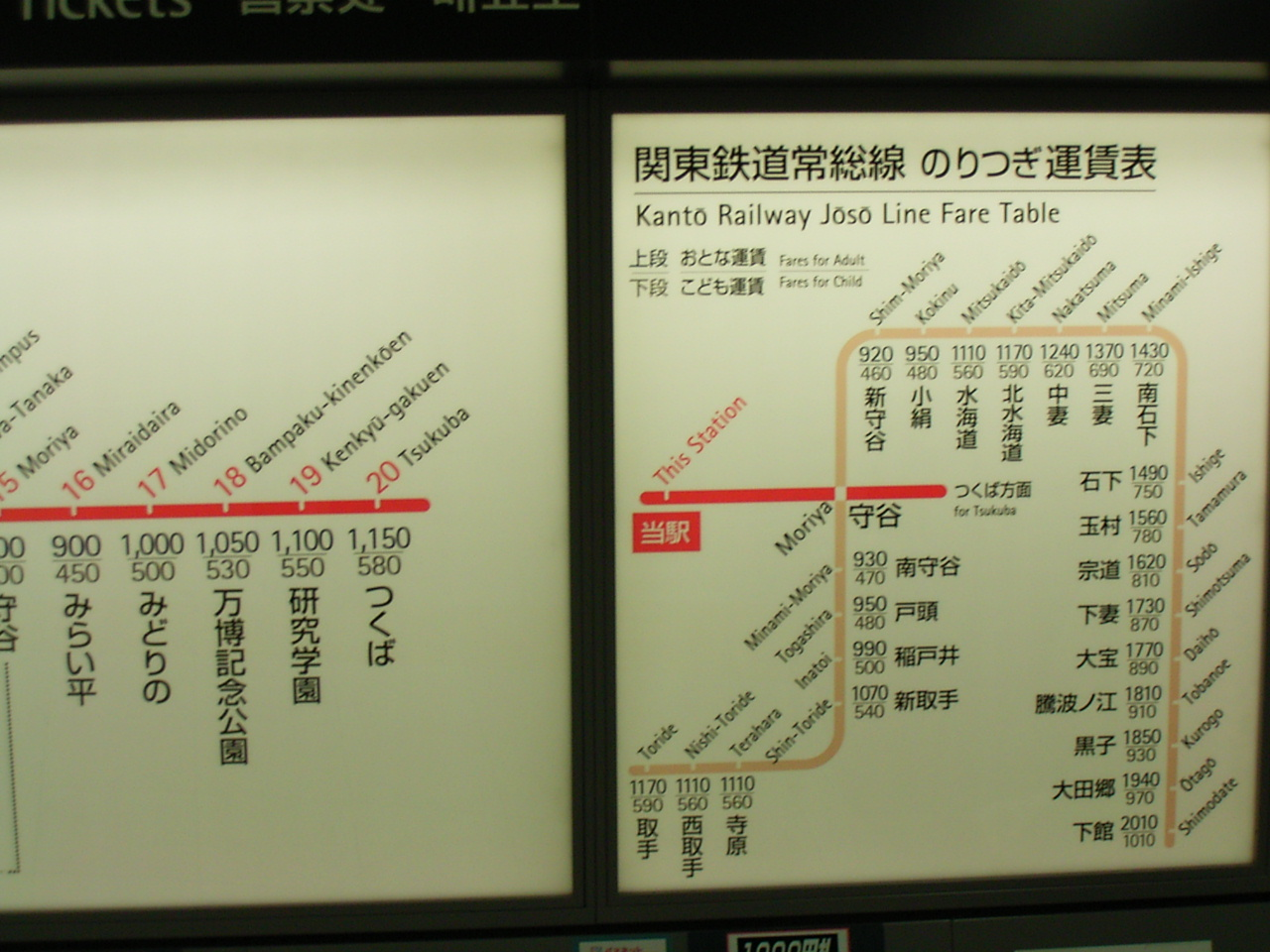
つくばエクスプレスの関鉄線連絡運賃表（他の会社線は掲示されていない）

両者の利害が一致する分野においては協調関係が見られる。関鉄の主たる営業エリアはTXの終点付近に広がっているという地理的な理由が背景にあり、具体的には本線(TX)と培養線（関鉄）の関係にあたる。
関鉄は茨城県内の市長・議長、商工・青年会議所長などとMIR代表取締役で構成する「茨城県つくばエクスプレス等整備利用促進協議会」特別会員になっている。この協議会の事業には「常総線の複線電化等整備促進及びつくばエクスプレスとの輸送の一本化の確保に関すること」 が含まれている。
TXと組み合わせることで水海道・下妻・下館方面から東京都心への最短・最速経路になる常総線では、沿線自治体の意向と線路改良に対する支援 によりTX開業と同時に快速列車が新設された。「TX&常総ライン往復きっぷ」という往復割引乗車券も双方で発売するなど、TXと関鉄はこのルートの利用促進に努めている。
また、TX各駅の運賃表には接続路線で唯一、関鉄常総線連絡運賃を表示しているのみならず、自社線運賃表にまで常総線の乗換案内が表示されていることも特徴的である。
バス事業においては、東京から筑波山への最短ルートになったTXの開業後、TX列車に接続する「筑波山シャトルバス」を設けTX接続を強化する一方、直通高速バス「ニューつくばね号」を早々に撤退させた。これはつくば号の競合姿勢とは対照的である。「筑波山もみじまつり」「筑波山つつじまつり」など筑波山シャトルバスを利用した筑波山の観光促進キャンペーンをMIR、筑波観光鉄道、つくば市、つくば観光コンベンション協会と共同して行っている。関鉄のつくばエリアのバスは「つくば駅周辺フードマップ」などTX発行のパンフレットにも頻繁かつやや詳細に掲載される。
その他関鉄では、常総線沿線でもある守谷市や、つくば市などのTX沿線において宅地開発を行っている。

## 関連会社

### 関鉄グループ
- 関鉄観光バス - 貸切バス事業
- 関鉄筑波商事
- 鹿島鉄道
- 関鉄自動車工業
- 関東情報サービス
- 常総産業

### 京成グループ
- 筑波観光鉄道
- 筑波山京成ホテル
- 水戸京成ホテル
- 京成百貨店
- 京成タクシー茨城